# ブータン

ブータン王国
འབྲུག་ཡུལ་

国の標語：なし
国歌：འབྲུག་ཙན་དན་（ゾンカ語）
（雷龍の王国）
 

ブータン王国（ブータンおうこく、ゾンカ語: འབྲུག་ཡུལ་、英語: Kingdom of Bhutan）、通称ブータンは、南アジアに位置する立憲君主制国家。首都はティンプー。北は中国、東西南はインドと国境を接する。
国教は仏教（ロ・ドゥク派）。民族はチベット系8割、ネパール系2割。公用語はゾンカ語。
国旗はその模様が複雑で、竜のうろこが細かく描かれている。国花はメコノプシス＝ホリドゥラ、国樹はイトスギ、国獣はターキン、国鳥はワタリガラス、国蝶はブータンシボリアゲハ。
長年鎖国政策をとっていたが、1971年に国際連合加盟。翌年に国民総幸福量という功利主義を採用した。

## 国名
ゾンカ語の正式表記は འབྲུག་ཡུལ་（ゾンカ語ラテン翻字: 'brug yul、ドゥクユル、竜の国）。
正式名称のラテン文字表記は『ザ・ワールド・ファクトブック』によれば Druk Gyalkhap。Druk Yul という略称が使用されることが多い。
公式の英語表記は Kingdom of Bhutan。通称、Bhutan。
日本語の表記はブータン王国。通称、ブータン。漢字では不丹と表記し、不と略す。
この国名の起源については様々な説がある。例えば、サンスクリット語で「高地」を意味する「ブーウッタン」説がある。これはインドの側からの呼称で、インドからみればブータンは標高の高いところに位置していることによる。ブータンの人々は自国を「ドゥクユル」と呼ぶ。これは13世紀以降、仏教のカギュ派に属するドゥク派を国教としてきたので、自分たちをドゥクパ（カギュ派の中のドゥク派）、自国を「ドゥクパの国」（雷龍の国）と呼んでいる。

## 歴史

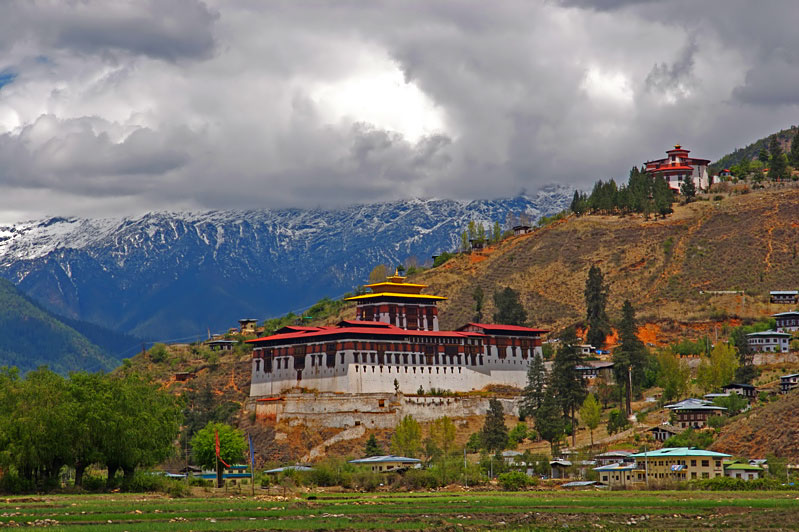
1646年建設のパロ谷のゾン

ブータンの地では13世紀前半、パジョ・ドゥゴム・シクポ（1184年 - 1251年）によってチベット仏教のドゥク・カギュ派が伝えられ、以後、同地に定着していった。
ドゥク派では、開祖ツァンパ・ギャレー（1161年 - 1211年）以来、ギャ氏の血統に属するものが総本山ラルン寺の座主職をはじめ教団の指導的地位を独占してきたが、16世紀末より化身ラマが同派内にも出現するようになった。第13代座主キンガ・ペンジョル（1428年 - 1475年）の転生者とされるジャムヤン・チェキタクパ（1478年 - 1523年）をはじめとする化身ラマの系譜（ギャルワン・ドゥクチェン）は、代を重ねるにつれ、同派内で大きな勢力を持つようになった。
第16代座主ミパム・チェキ・ギャルポは1606年、自身の孫ガワン・ナムゲルを同派の有力な化身ラマ、ペマ・カルポ（1527年 - 1592年）の転生者と認定し、第17代の座主に据えようとした。ギャルワン・ドゥクチェンをギャ氏の勢力に取り込もうという試みである。
ペマ・カルポ自身はチョンギェ地方に生まれ変わると遺言しており、同派はペマ・カルボの転生者としてギャ氏のガワン・ナムゲルを正統と見なす一派と、チョンギェの領主家出身のパクサム・ワンボ（1593年 - 1641年）を正統と見なす一派とに分裂した。
両派は、当時の中央チベットの覇者デシー・ツァンパ政権に裁定をあおぎ、チョンギェ側に有利な裁定が下された。ガワン・ナムゲルは、総本山ラルン寺を離れ、1616年、ギャ氏に忠実な勢力が優勢なチベット南部のモン地方に移り、自身の政権を樹立した。ドゥクパ政権は、1634年のデシー・ツァンパ政権からの攻撃、1714年のダライラマ政権からの攻撃を跳ね返し、チベット本土からは自立した国家としての基礎が固められた。
ドゥクパ教団は、ギャ氏（およびガワン・ナムゲル）を支持するロ・ドゥク（南ドゥク派）と、ギャルワン・ドゥクチェンを支持するチャン・ドゥク（北ドゥク派）に分裂した。
1772年、当時インドのクーチ・ビハール王国に侵出していたブータンはイギリスの援軍によって駆逐され、以来イギリスとの関係が始まる。この紛争はパンチェン・ラマの調停によって平和的に解決したが、その後もブータン人によるドゥアール地方への侵入が度々起こると、イギリスは特使イーデンを派遣して交渉に当たらせた。イーデンはブータン側が強硬に主張するドゥアール地方の占有、またその他の要求をも呑んでやむを得ず条約の調印に応じたが、この報告に接した英国インド総督が直ちにこの条約を破棄して、同地方の英国領併合を宣言した。対するブータンは1864年にイギリス駐屯軍を襲って敗退させたが（ドゥアール戦争）、イギリスはさらに強力な軍隊を派遣してこれを破り、1865年にブータンへの補助金（年額5万ルピー）支払いと引き換えにドゥアール地方を手に入れた（シンチュラ条約）。
その後、1906年にイギリス人のブータン入国が正式に承認されると、1910年には先のシンチュラ条約（第四条及び第八条）を改正して、補助金を年額10万ルピーに倍加すること、イギリスはブータンの外交指導権を有するもブータンの内政には干渉しないこと、さらにシッキム王国及びクーチ・ビハール侯国のマハ・ラージャとの抗争はイギリス政府の仲裁に託すことが両国間に締約された（プナカ条約）。イギリスによるこの外交指導権買収は、英領インド保全のためにその東北方から他国の勢力を排除するのが目的で、当時その対象となっていた国は、ブータンを「チベットの属部」と認識し、度々その宗主権を主張していた清国と、南下政策によってチベットに影響を及ぼし始めていたロシア帝国であった。イギリス政府はプナカ条約締結と同時に北京駐箚公使を通じて、ブータンが清国から独立した国家であること、またブータンに対する清国の勢力をイギリスは容認しないことを正式に通知した。イギリスによるブータンの外交権束縛は、イギリスから独立したインドによって引き継がれた。

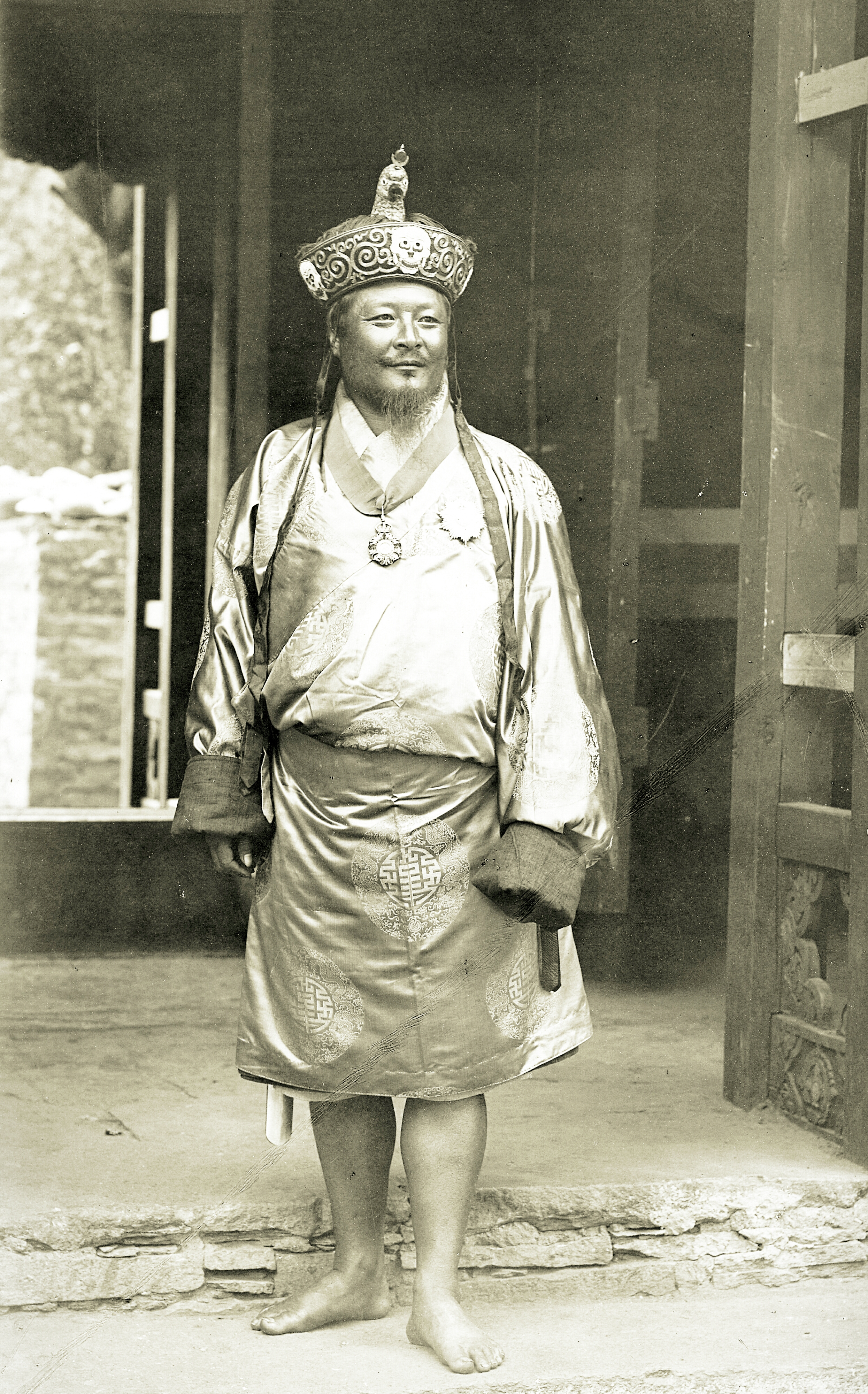
初代国王ウゲン・ワンチュク

従来ブータンの政治形態は、僧侶の代表者であるダルマ・ラージャ（仏法王）と、俗人の代表者であるデパ・ラージャ（執政王）による二頭体制であった。しかし1885年に内乱が勃発して以来国内が安定しなかったことから、1907年ダルマ・ラージャを兼ねていたデパ・ラージャが退き、代わって東部トンサ郡の領主ウゲン・ワンチュクが世襲の王位に選ばれ、初代ブータン国王となった。次いで1926年にその子息ジグミ・ワンチュクが第2代国王となり、第3代国王ジグミ・ドルジ・ワンチュクが1972年に崩御すると、僅か16歳で即位したジグミ・シンゲ・ワンチュクが永らく第4代国王の座に即いた。2005年に総選挙が実施されると翌年12月に国王は譲位し、ジグミ・ケサル・ナムゲル・ワンチュクが第5代国王に即位した。2008年7月18日には初の成文憲法典が公布され、名実ともに立憲君主国へと移行した。

### 年表

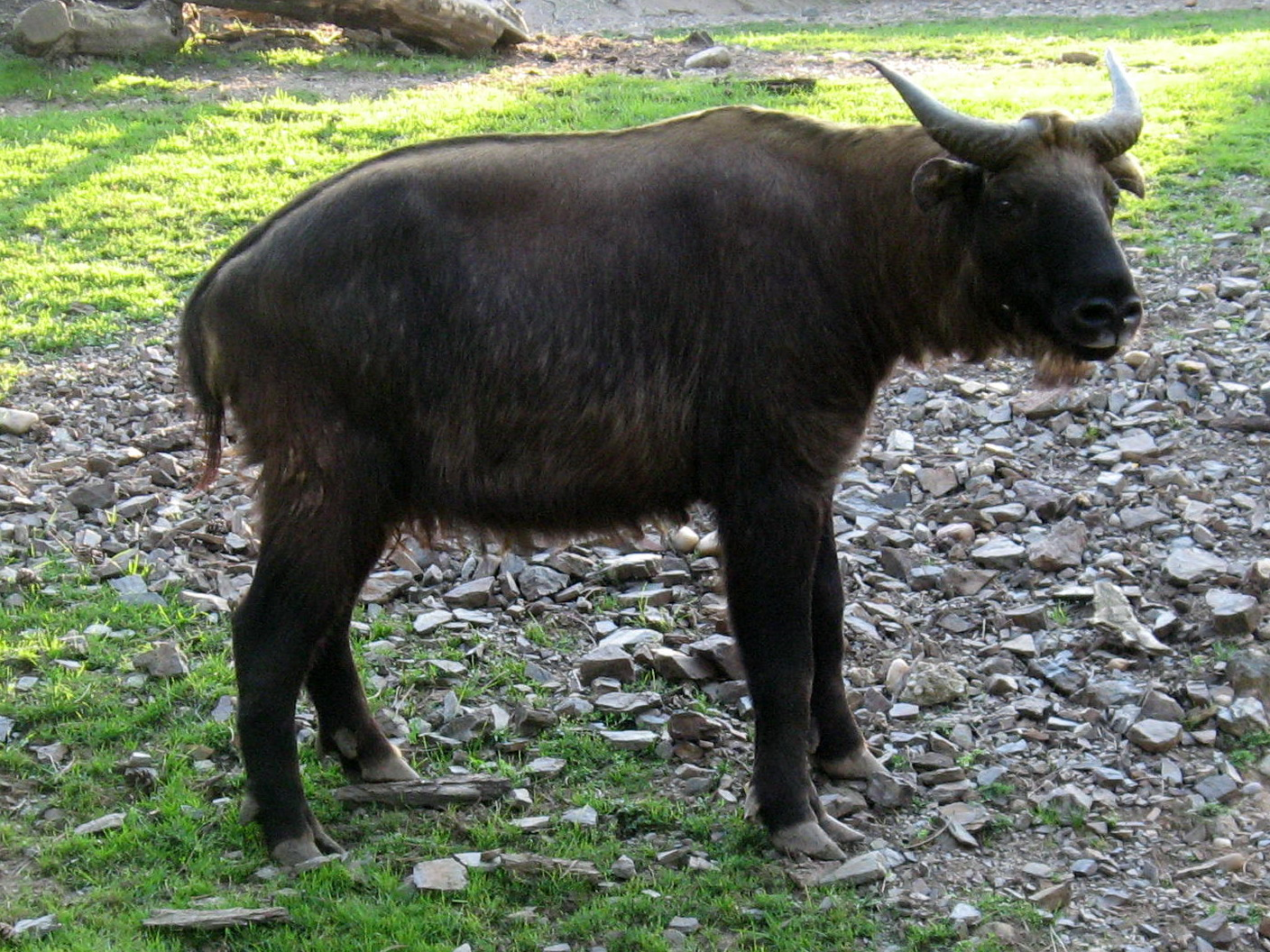
ブータンの国獣、ターキン

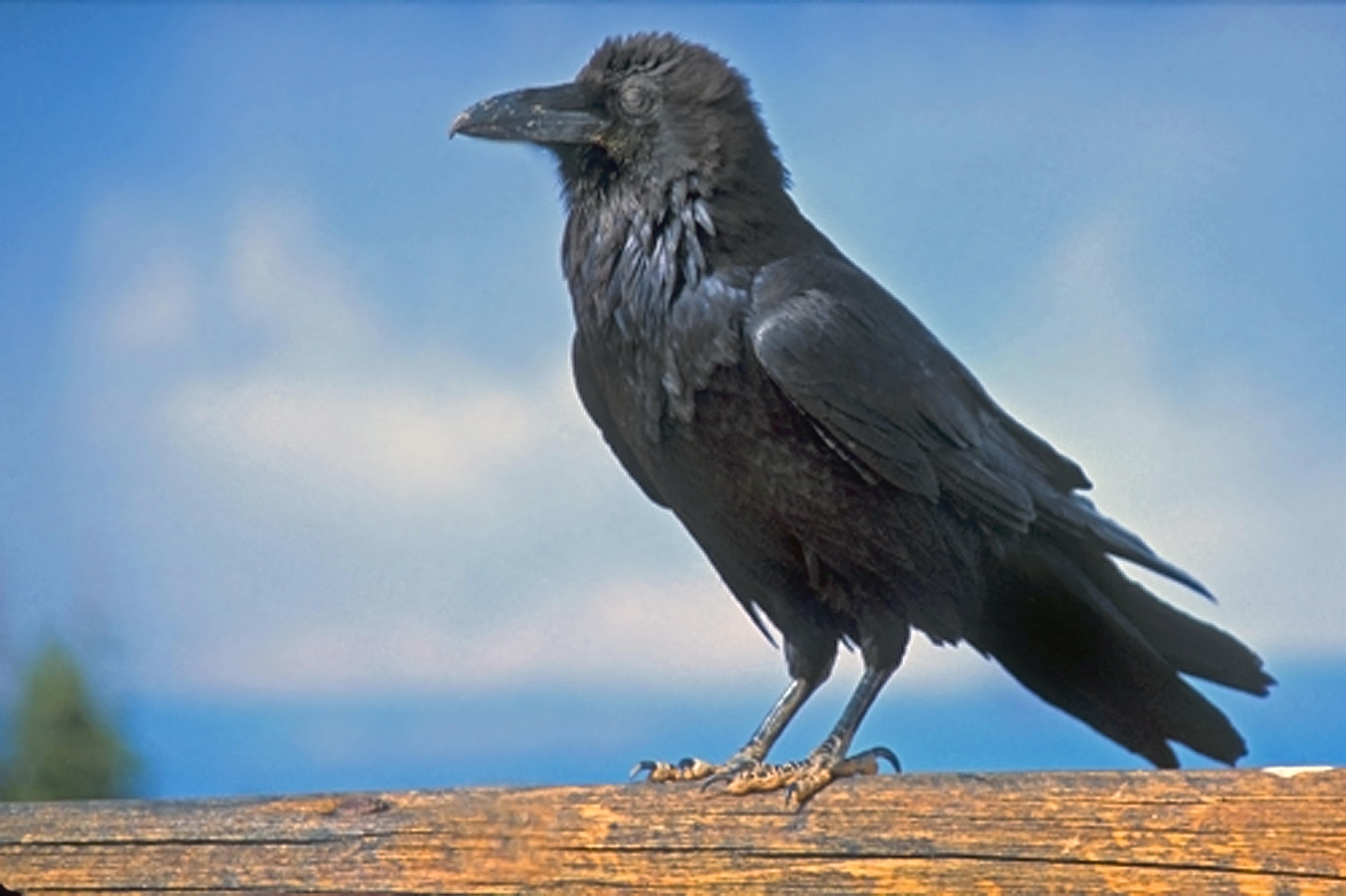
国鳥ワタリガラス

- 627年 - パロのキチュ・ラカンとブムタンのジャンパ・ラカンがソンツェン・ガンポによって建設される。
- 747年 - パドマサンバヴァがチベット仏教のニンマ派を伝える。
- 1616年 - ドゥク派（チベット仏教カギュ派の支派）座主職をめぐり内紛。座主職を相伝してきたギャ氏のガワン・ナムゲルの継承に対し、反対派が「先代の化身ラマ」を擁して対抗。時のチベット中央政府の介入により座主職を追われたガワン・ナムゲルが南方モン地方の支持者に迎えられて政権を樹立。ブータン国家の起源。
- 1617年 - チベット・ツァンパ政権による第1回侵攻。
- 1626年 - イエズス会のポルトガル人神父、エステヴァン・カセラ、ヨハン・カプラルがヨーロッパ人として初めてブータン入国。
- 1634年 - チベット・ツァンパ政権による第2回侵攻。
- 1639年 - チベット・ツァンパ政権による第3回侵攻。
- 1644年 - チベット・ダライラマ政権（1642年成立）による攻撃。
- 1648年 - チベット・ダライラマ政権がブータンを攻撃。
- 1649年 - チベット・ダライラマ政権がブータンを攻撃。
- 1651年 - ガワン・ナムゲル入寂。ドゥク派は東部地方を除くブータン全土に浸透していった。
- 1694年 - タクツァン僧院建立。1998年に寺院の大半を焼失。その後再建。
- 1714年 - チベット・ダライラマ政権がブータンを攻撃
- 1825年 - ジグミ・ナムゲル、クルテに誕生。
- 1864年 - イギリス＝ブータン戦争（ドゥアール戦争）勃発。
- 1865年 - ブータン戦争（ドゥアール戦争）に敗北し、イギリスとの間にシンチュラ条約を締結。イギリスは領土占領と引き換えにブータンに年5万ルピーを補償金として支払うことになった。ブータンはアッサム、ベンガル、ドゥアール（英語版）の7,122平方キロメートルの領土を喪失した。
- 1870年 - ジグミ・ナムゲルはデシに任命される。
- 1882年 - ウゲン・ワンチュクはトンサ・ペンロップとなった。
- 1906年 - 英国人のブータン入国が正式に承認される。
- 1907年 - ワンチュク家（現王朝）が支配権を確立する。12月17日、ウゲン・ワンチュクが初代世襲制国王に選出される。ブータン王国となる。
- 1910年 - プナカ条約（英語版）締結。1949年までイギリスの保護下に入る。
- 1926年 - ジグミ・ワンチュクが第2代国王になる。
- 1947年 - インド・ニューデリーで行われたアジア関係諸国会議 (Asian Relations Coference) に参加。
- 1949年 - インド・ブータン条約（英語版）調印。
- 1952年 - ジグミ・ドルジ・ワンチュクが第3代国王になる。
- 1964年 - ジグミ・パルデン・ドルジ（英語版）首相が暗殺される。
- 1971年 - 国際連合に加盟する。128番目の加盟国として国連への参加を認められた。
- 1972年 - ジグミ・シンゲ・ワンチュクが第4代国王になる。
- 1973年 - 非同盟諸国会議 (NAM) に出席。
- 1974年 - 第4代国王戴冠式。
- 1985年 - 南アジア地域協力連合 (SAARC) に参加。
- 1990年 - 反政府運動激化。南部居住のネパール系住民が国外に脱出し難民化する（ブータン難民）。
- 1999年 - 国内テレビ放送開始（ブータン国営放送）。インターネットの利用を許可。
- 2003年 - インドからの要求に従い、6年間ブータン国内に潜伏していた3000人のアッサム・ゲリラの追放作戦を行う（オールクリア作戦（英語版））[11]。
- 2005年 - ワンチュク国王、2008年の譲位と総選挙後の立憲君主制移行を表明。
- 2006年 - 当初の予定を繰り上げて、ジグミ・ケサル・ナムゲル・ワンチュクが第5代国王に即位。
- 2007年 - 12月、初の普通国政選挙となる国家評議会（上院）選挙を実施。
- 2008年 - 3月、普通選挙による国民議会（下院）選挙を実施。4月、初の民選首相としてジグメ・ティンレーが選任される。7月18日、新憲法が公布される。
- 2011年 - 日本の調査隊により、78年ぶりに再発見されたブータンシボリアゲハを国蝶とする。
- 2013年 - 7月、普通選挙による国民議会（下院）選挙を実施。国民民主党 (PDP)が過半数を獲得し、政権交代がおこなわれる。
- 2020年 - 新型コロナウイルス（COVID-19）の感染拡大に伴い、8月、12月の2回にわたり全土にロックダウンが行われる[12]。
- 2021年 - 国会でブータン刑法第213条が改正、「被告人が自然の秩序に反する性行為を行った場合、被告人は不自然な性行為で有罪となる。ただし、成人間の同性愛は不自然な性行為とはみなされない。」とされ同年2月17日施行。それまで犯罪であった同性愛の性交渉が、合法化された（ブータンにおけるLGBTの権利も参照）。

## 政治

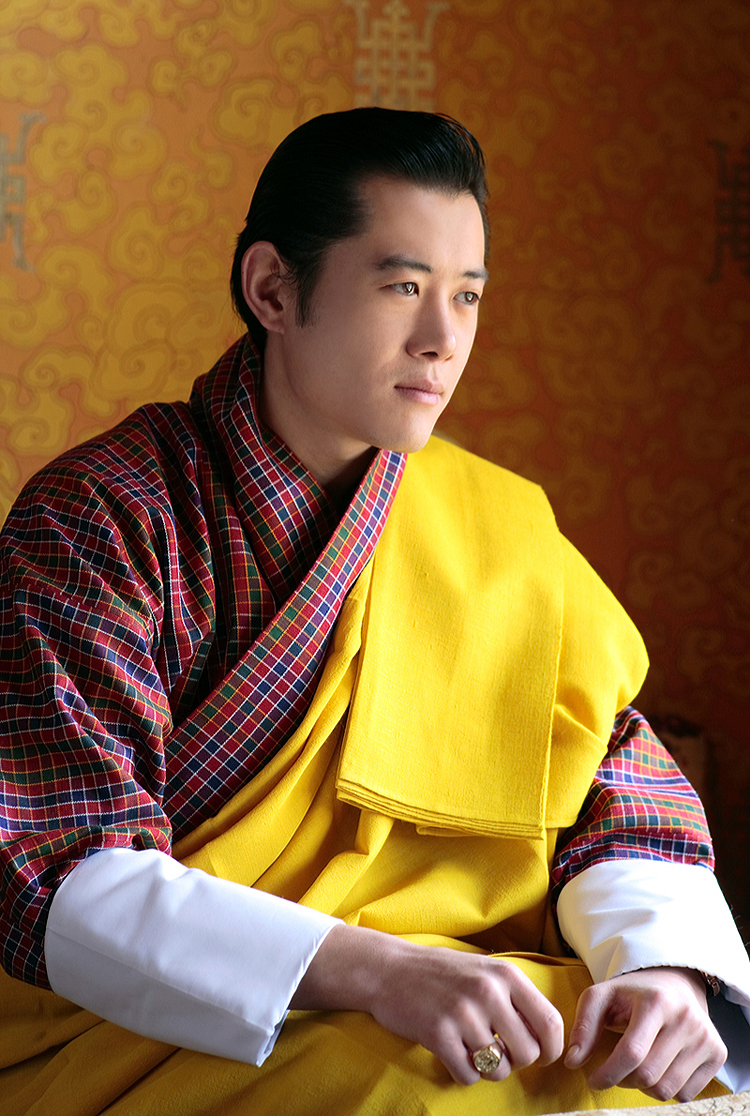
第5代国王ジグミ・ケサル・ナムゲル・ワンチュク

ジェ・ケンポが宗教界の長を、デジが政治・行政の長を務めるというチョエン制度が、1907年に世襲王政が成立するまで約300年間維持された。1907年のワンチュク朝成立以降、国王を中心とする絶対君主制だったが、近年の四代国王主導の政治改革により議会制民主主義への移行準備を開始、代替わり後の2008年に憲法が公布され、民選首相が選出されるなど立憲君主制に移行した。国会は国王不信任決議の権限を持ち、国王65歳定年制が採用されている。

### 立法
1953年に第3代国王により設置された国民議会（下院に相当。英語: National Assembly、ゾンカ語: Gyelyong Tshogdu）と、2008年新憲法により新設された国家評議会（上院に相当。英語: National Council、ゾンカ語：Gyelyong Tshogde）による両院制である。2008年7月の新憲法制定までは議席数約150の一院制国会（国民議会）であった。旧国民議会の議員は、一般選挙を経た国民代表106名・仏教界代表10名・政府代表34名で構成され、任期は3年、再選、再任が認められていた。
現在の国民議会は、普通選挙・単純小選挙区制により選出される47人の議員で構成される。一方の国家評議会は、国内20県から各県1人ずつ普選で選出される20人と国王が任命する有識者5人の計25人で構成される。両院とも議員の任期は5年だが、国民議会は解散の可能性もある。
2007年12月31日と2008年1月29日に初の国家評議会（上院）選挙が実施され、20人の選挙議員が確定した。2008年3月24日には、初の国民議会（下院）選挙が実施され、ブータン調和党 (DPT) が45議席を獲得して圧勝し、第2党の国民民主党 (PDP) は2議席にとどまった。3月28日、国家評議会の任命議員5人が決定し、両院の構成が確定した。4月9日、DPT党首ジグメ・ティンレーが初代民選首相として選出された。
2013年7月13日に国民議会（下院）選挙が実施され、野党のPDPが32議席を獲得して与党のDPT（15議席）を破り、政権を奪取した。7月19日に、PDP党首ツェリン・トブゲが第2代首相として選出された。

### 行政
1629年行政の中心となる最初のゾンがシムトカ・ゾンであった。
1968年から採用された省制度により、2005年現在、農務省、保健省、教育省、通信情報省、建設省、財務省、内務省、貿易産業省、エネルギー水資源省、外務省の10省がある。1964年の首相暗殺以来、首相職は再設置されていなかったが、1998年に大臣が輪番制で内閣の議長を務める形式の閣僚評議会議長職が設置された。2008年の新憲法制定に伴い、立法と行政の関係では議院内閣制が導入され、下院に相当する国民議会で多数を獲得した政党の党首が首相となる。2008年3月24日の国民議会選挙の結果、第1党となったDPTの党首ジグメ・ティンレーが同年4月9日に初の民選首相に任命された。
その他に、かつては王立諮問委員会（英語: Royal Advisory Council、ゾンカ語: Lodroe Tshogde）が独立機関として存在した。国家の重要事項について国王と閣僚会議に必要な助言を行い、法律や議決が、政府と国民によって忠実に実行されているかを確認する役割をになった。会議は9名の諮問委員から構成され、内訳は、国民代表6名、仏教界代表2名、国王指名1名となっており、任期は5年であった。しかし、王立諮問委員会は2007年にその役目を終えて廃止されている。
地方自治組織として、新憲法制定以前は、ゾンカク発展委員会（英語: Dzongkhag Development Committee、ゾンカ語: DYT）、ゲオク発展委員会（英語: Gewog Development Committee、ゾンカ語: GYT）などを通じて国民の意見を国政に吸収するシステムが採用されていた。ゾンカク発展委員会は、県知事、国会議員、郡長、村長で構成され、ゲオク発展委員会は国会議員、村長、集落責任者、地域住民で構成される。2008年の新憲法制定に伴い、発展委員会は地方議会へと改組された。

## 国際関係
非同盟中立政策をとり、国際連合安全保障理事会常任理事国のいずれとも外交関係を持っていない。2016年の時点で52カ国、そして欧州連合との間に外交関係を有している。域内外交関係に注力し、南アジア地域協力連合の原加盟国であり、アジア協力対話や多面的技術経済協力のためのベンガル湾構想に参加している。1971年には国際連合に加盟している。

### 中国との関係
2016年時点において国交は樹立していないが、事実上の領事館が香港とマカオにある。1971年にアルバニア決議に賛成しているように一つの中国政策の支持を明言しており、中華民国（台湾）とも国交を持っていない。1974年には中国政府の代表がジグミ・シンゲ・ワンチュク国王の戴冠式に出席した。1984年から定期的な協議を行い、ブータンの外務大臣も中国を度々訪問しており、1998年に中国とブータンは国境地帯の平和安定維持協定を締結している。
北部から西部にかけてのガサ・ティンプー・パロ・ハの4県で中華人民共和国（西蔵自治区日喀則市の亜東県・康馬県、山南市の浪卡子県・洛扎県）と接し、帯状の係争地がある。ドクラム高原は紛争地の最南端に位置する。1990年代以降、中国が係争地の内部に道路、基地の建設をすすめるなどの形で紛争が顕在化。2000年代に入り、ブータン領域内において中国が道路建設を行い、軍及び民間人の越境行為が行われたことから、ブータン政府が抗議を行っている。中国の越境行為は冬虫夏草の採集がその一因と見られている。ブータン政府は協定の遵守を求め、折衝を行っている。なお2014年9月時点での中国との関係について、首相のツェリン・トブゲはNHKの取材に対し、「両国関係は友好的であり良好」との見解を示している。また、国境画定作業が進行中であることも明らかにした。2017年6月28日、ブータンの駐インド大使ナムギャルは、「中国人民解放軍が最近、ドクラムにあるブータン陸軍の兵舎に向かう道路の建設を始めた」として、中国側に抗議した。

### インドとの関係
英領インドとの条約に、「内政は不干渉、外交には助言を与える」という文言が存在し、1949年のインド・ブータン条約にその文言が継承され、多額の補助金がブータンに付与されていたため、インドの保護国的な印象を受ける。しかし、公的には1907年をもって国家成立としている。また、2007年3月の条約改定で、「外交への助言」についての文言が「相互協力関係の維持及び拡大」をうたうものに差し替えられるなど、現状に合わせた新たな規定が定められた。
ブータンとインドは相互の国民が、互いの国を観光するときにビザなどは必要なく、身分証明書のみでよい。また、ブータン国民がインド国内で就労する際に法的規制はない。他にも、ブータンとインドの通貨は固定相場制となっており（後述）、経済面でも強い繋がりがある。

### 日本との関係
- 1957年、大阪府立大学助教授（当時）の中尾佐助が、お忍びで京都を訪れていた当時の王妃に直談判し、翌1958年、日本人として初めて入国を許された[30]。
- 1964年当時のブータンの農業の収穫は非常に少ないもので、状況を改善すべく、海外技術協力事業団（現・国際協力機構）は農業技術者として西岡京治を派遣、彼はブータンの環境が日本の農業技術使用に適合している事を発見し、翌年の1965年には多くの収穫を得る事に成功。その後もブータン農業の改善に尽くした事から西岡は1980年に国王から「ダショー（最高の人）」の称号を授与され、1992年に没するまでブータンで仕事を続けた。外国人としては初の国葬で葬られ、現在も「ブータン農業の父」として敬われている。
- 1971年のブータン国連加盟の際、日本は共同提案国となり黙示的な国家承認を行った[16]。
- 1986年の外交関係樹立以来、日本とブータンの関係は、皇室・王室間の交流、経済協力などを通じて友好関係にある。また、日本人とブータン人は、外見が非常に良く似ているとされる。ブータンは大の親日国として知られ、その為、国際機関での選挙・決議などにおいて常に日本を支持する重要な支援国でもある（安保理改革に関するG4枠組み決議案の共同提案国、国連人権委員会など）[31]。
- 1988年以降、青年海外協力隊が派遣されている。
- 1989年2月24日、34歳のジグミ・シンゲ・ワンチュク国王が、昭和天皇の大喪の礼参列のため、民族衣装「ゴ」の礼服姿で数人の供を連れて来日、自国も1ヶ月間喪に服した。
- 2008年以降、感染症の蔓延防止のため、認定NPO法人 世界の子どもにワクチンを 日本委員会から支援を受けている。ポリオやはしかなど5歳未満の子ども向けのワクチンやその保管・搬送のための機材が贈られている。90%台後半という非常に高い接種率を維持しており、2014年には国内でのポリオ根絶に成功した。
- 2008年4月10日、日本サッカー協会はサッカーブータン代表監督として行徳浩二を派遣すると発表した。アジア各国・地域へ指導者らを派遣する貢献事業の一環で、ブータン協会から要請を受けた。契約期間は2009年1月末まで。2010年10月からは行徳に代わって松山博明が監督に就任した。
- 2010年9月から1年間、ブータン政府のGNHコミッションに首相フェロー第1号として御手洗瑞子が就任した[32]。
- 2011年3月12日 東日本大震災の翌日に国王主催の「供養祭」が挙行され、18日には義援金100万ドルが、日本に贈られた。
- 2011年11月15日、ジグミ・ケサル・ナムゲル・ワンチュク国王が結婚したばかりのジェツン・ペマ王妃とともに震災後初の国賓として来日。被災地や京都などを訪れたほか、東京の国会議事堂の衆議院本会議場で演説を行った。

### 領土問題

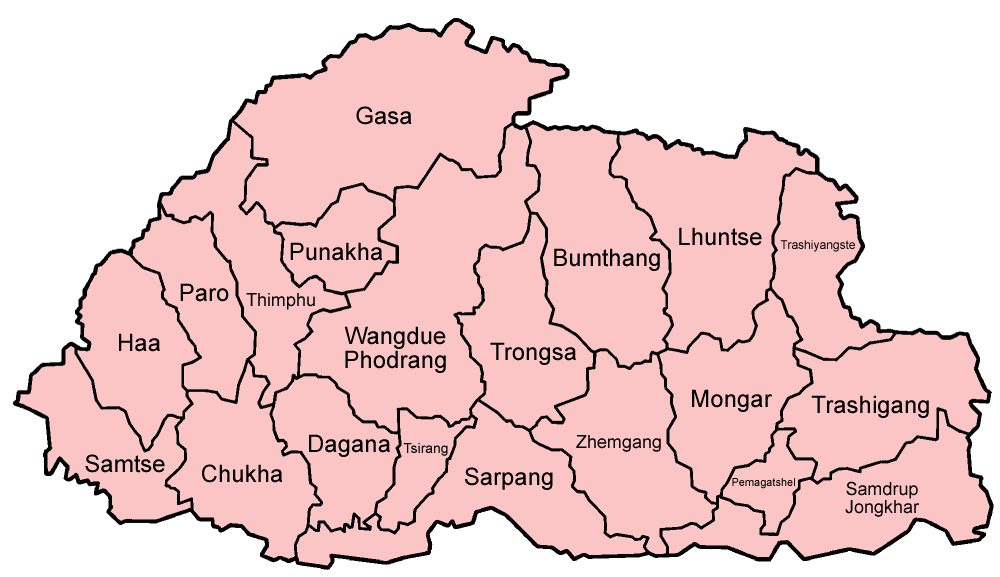
北部が中国の領土にされる前のブータン。北部が北側に出ている。2006年より前の国境

北部が中国の領土にされた後のブータン。2006年の新国境線

国土面積は、従来約46,500km2であったが、2006年に発表した新国境線では、北部の多くが中国領と主張されているため、約38,400km2にまで減少した。国境線をめぐる問題が長期化している（領土問題も参照）。

## 軍事
志願制の陸軍であり、総兵力は約1万人（ブータン王国軍約7,000人、ブータン国王親衛隊約2,000人、警察官約1,000人も含む）。軍事費がGDPに占める割合は約2パーセント程度で、約1,700万ドル（2006年推計）。
陸軍の装備品は迫撃砲や分隊支援火器などの小火器のみである。砲兵戦力および機甲戦力は有さず、装甲兵員輸送車も一部の部隊に若干数が配備されるにとどまる。小火器は、84ミリ迫撃砲、AK-101、FN FAL、H&K G3、FN ブローニング・ハイパワーの装備が確認されている。
内陸国ゆえに海軍は存在せず、大きな河川も無いため河川軍も編成していない。空軍も存在せず、防空はインド軍に一任している。ブータン軍が保有している航空機はヘリコプターのMi-8（7機）と固定翼機のドルニエ 228（1機）のみである。
また、世界軍事力ランキング(world global  fire)ではブータンは最下位となっている。
国内にインドの軍事顧問団と陸軍部隊が1000～1500人駐留している。また、インド政府はブータン軍人のインド留学を随時受け入れている。
2003年、ブータン軍はアッサム独立運動に参加するインド系ゲリラ集団3,000名と交戦。インド軍と連携し、ブータン軍の「大元帥」である第4代国王自ら前線で指揮を執り、国内の拠点をほぼ壊滅させている（オールクリア作戦）。

## 地理

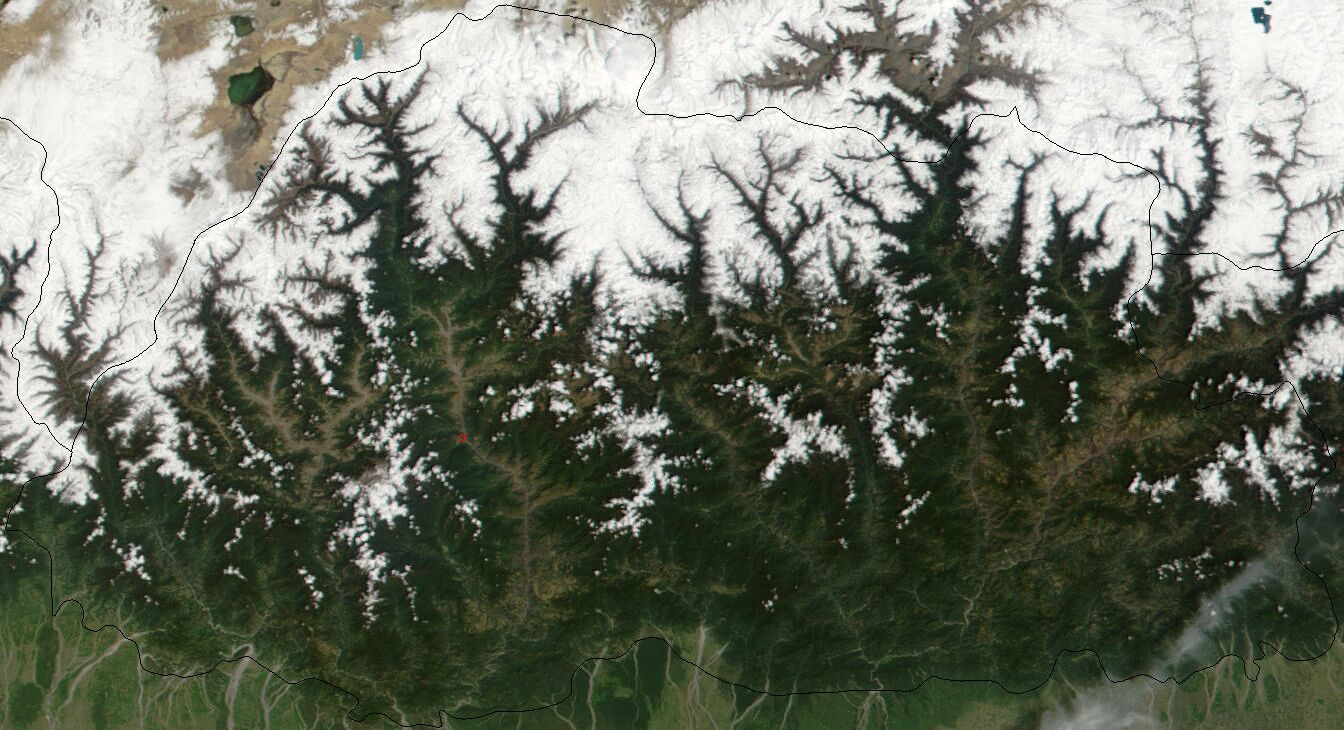
ブータンの衛星写真

インドとは、東をアルナーチャル・プラデーシュ州と、西をシッキム州と、南を西ベンガル州・アッサム州と接しており、その国境線は605kmに達する。また、北の国境線470kmは中華人民共和国のチベット自治区と接している。中華人民共和国との国境の大部分はヒマラヤ山脈の上を走っており、国境線が確定していない部分が多く、国境画定交渉が現在も進められている。
ヒマラヤ山脈南麓に位置し、ブータン最高峰は標高7,561mガンカー・プンスム。国土は、南部の標高100mから、北部の標高7,561mまで、7,400m以上の高低差がある。
気候は、標高3,000m以上の北部ヒマラヤ山脈の高山・ツンドラ気候、標高1,200mから3,000mの中部のモンスーン気候、標高1,200m未満の南部タライ平原の亜熱帯性気候が並存する。
殺生を禁じている宗教上の理由と、資源保護の観点から、川で魚を取る事を禁じており、食用の魚は川の下流にあたるインドからの輸入に頼っている。
ブータン国内に鉄道は通っていない。地方には悪路が多く、自動車事故は衝突事故よりも崖下への転落事故が多い。転落事故に関しては、シートベルトを着用しているほうが救命率が低くなるという考えから、着用は法で強制されておらず、民間では着用を勧めていない。

### 地方行政区分

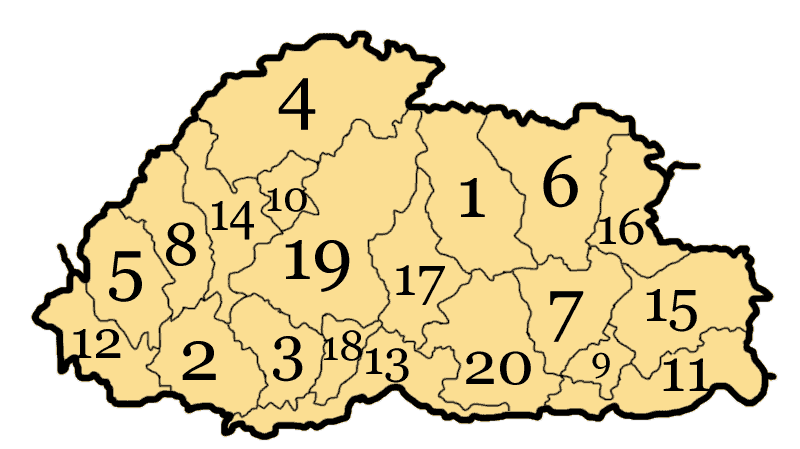
ブータンのゾンカク

ゾンカクを4つの地方に分けた場合
西部
中部
南部
東部

20のゾンカク（Dzongkhag、県）に分かれている。各県の県庁には基本的にゾン（城砦）があり、聖俗両方の中心地（行政機構、司法機関及び僧院）として機能している。ゾンカクの下に205のゲオ（Gewog、郡）が設置されている。ただし、首都ティンプーなどの人口密集地にはトムデ（Thromde）という独立した行政区分がある。複数のゲオをまとめたドゥンカク、ゲオの下のチオといった単位もあるが、行政区画というよりも、ドゥンカクは司法区、チオは選挙区として機能している。
- 1.ブムタン県
- 2.チュカ県
- 3.ダガナ県
- 4.ガサ県
- 5.ハ県
- 6.ルンツェ県
- 7.モンガル県
- 8.パロ県
- 9.ペマガツェル県
- 10.プナカ県
- 11.サムドゥプ・ジョンカル県
- 12.サムツェ県
- 13.サルパン県
- 14.ティンプー県
- 15.タシガン県
- 16.タシ・ヤンツェ県
- 17.トンサ県
- 18.チラン県
- 19.ワンデュ・ポダン県
- 20.シェムガン県

### 都市
| 順位 | 都市名                 | 人口（2017年） | 県                       |
| ---- | ---------------------- | -------------- | ------------------------ |
| 1    | ティンプー             | 114,551        | ティンプー県             |
| 2    | プンツォリン           | 27,658         | チュカ県                 |
| 3    | パロ                   | 11,448         | パロ県                   |
| 4    | ジェレフ               | 9,858          | サルパン県               |
| 5    | サムドゥプ・ジョンカル | 9,325          | サムドゥプ・ジョンカル県 |
| 6    | ワンデュ・ポダン       | 8,954          | ワンデュ・ポダン県       |
| 7    | プナカ                 | 6,262          | プナカ県                 |
| 8    | ジャカル               | 6,243          | ブムタン県               |
| 9    | ナングラム             | 5,418          | ペマガツェル県           |
| 10   | サムツェ               | 5,396          | サムツェ県               |

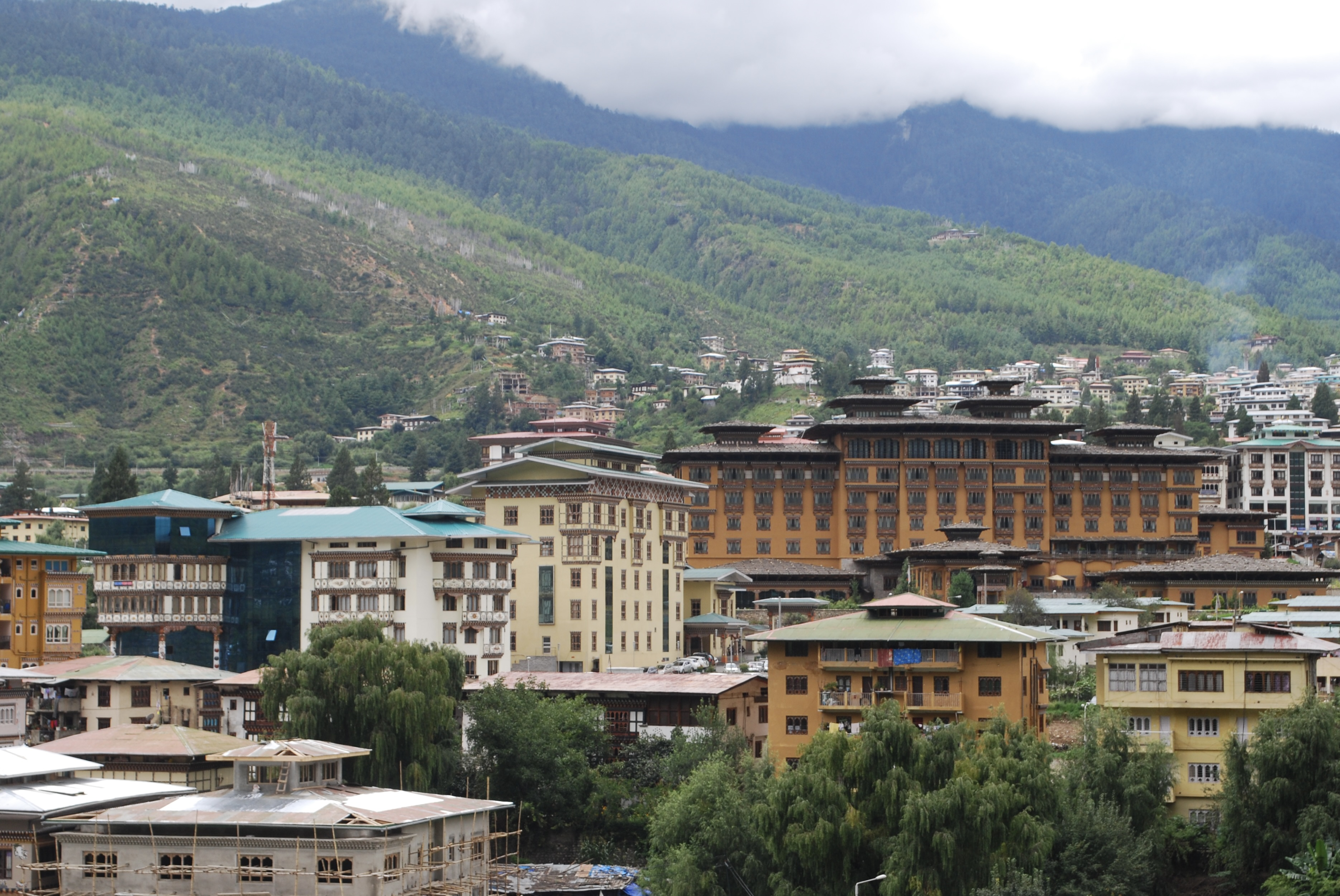
1.ティンプー
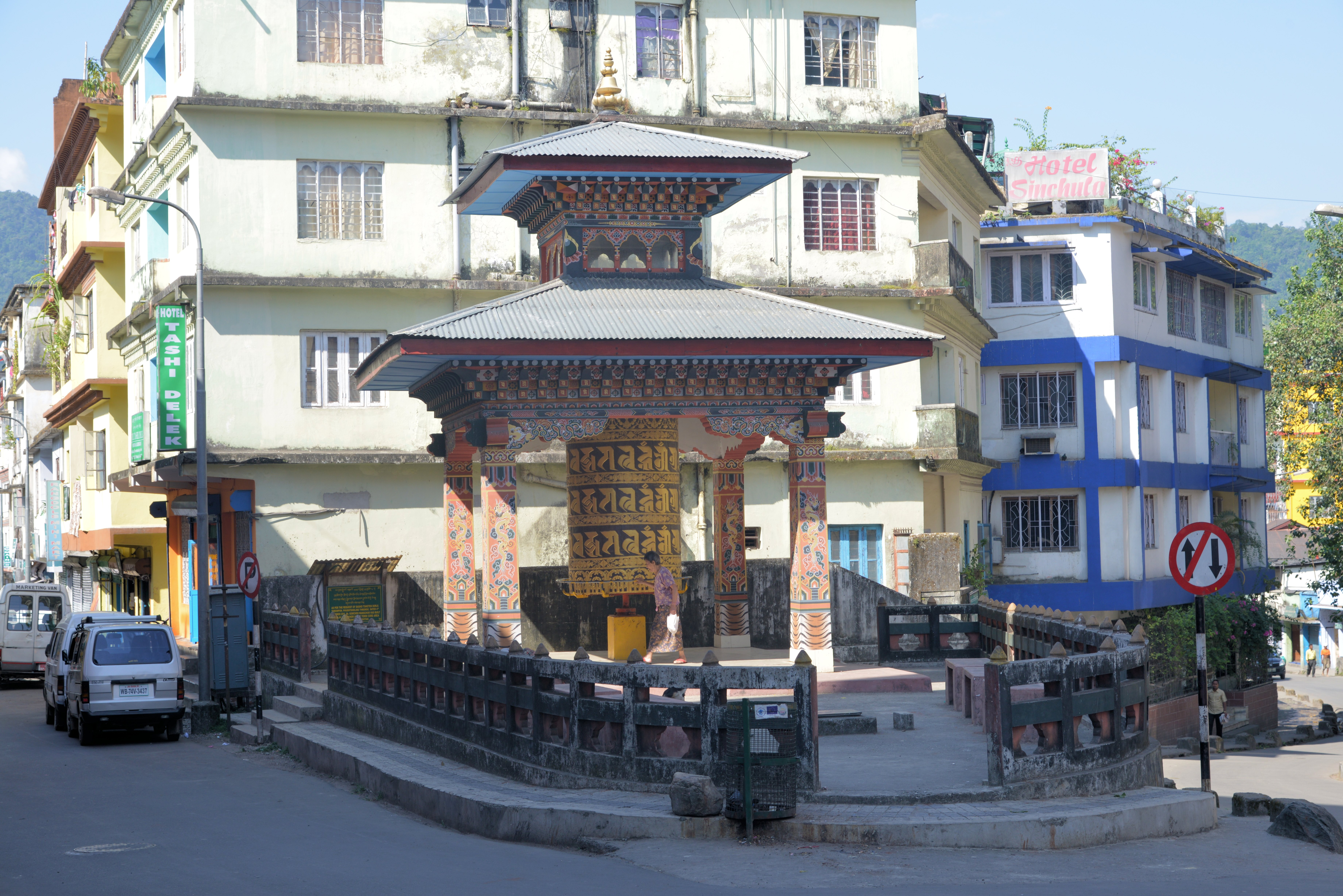
2.プンツォリン
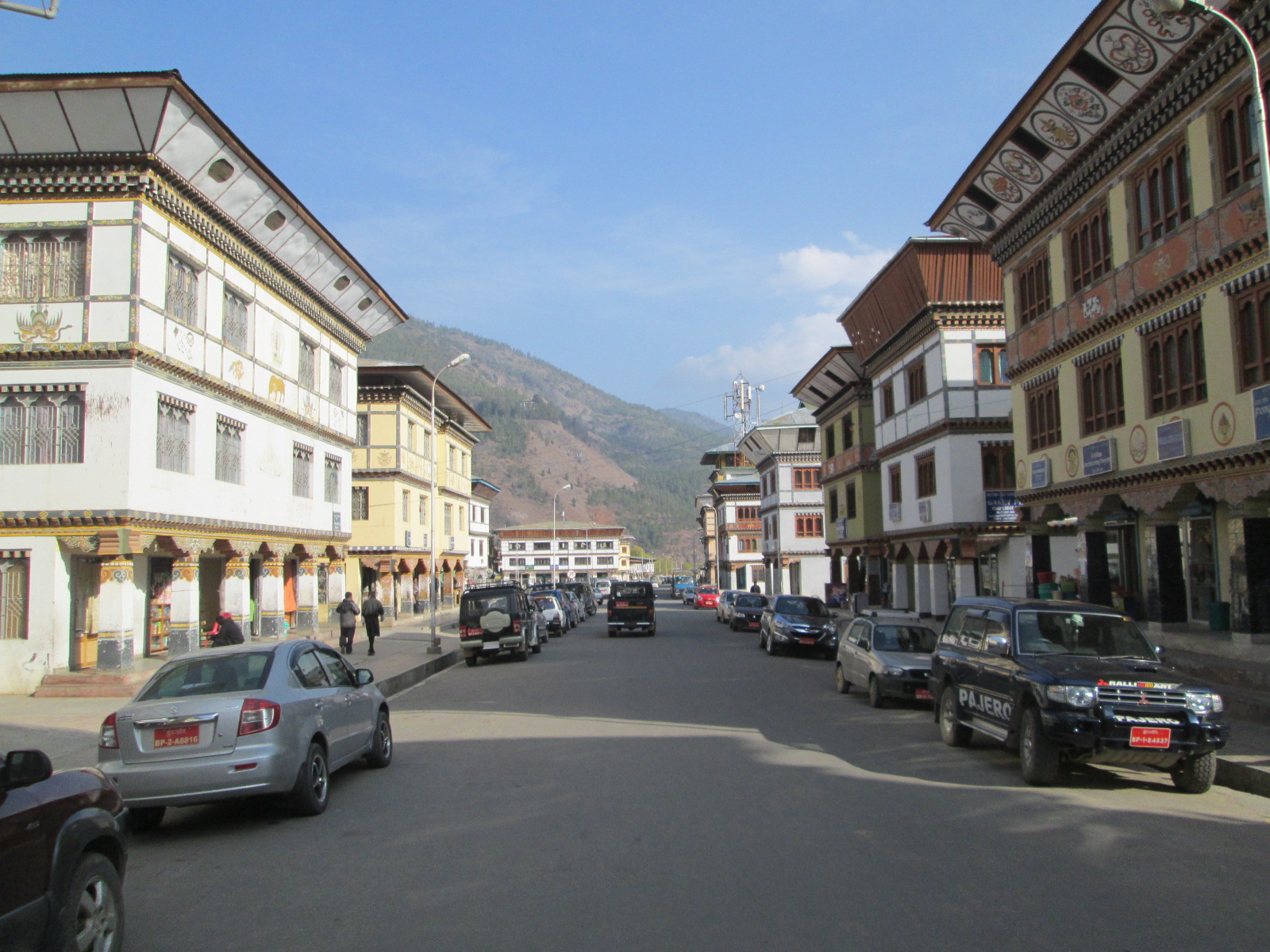
3.パロ
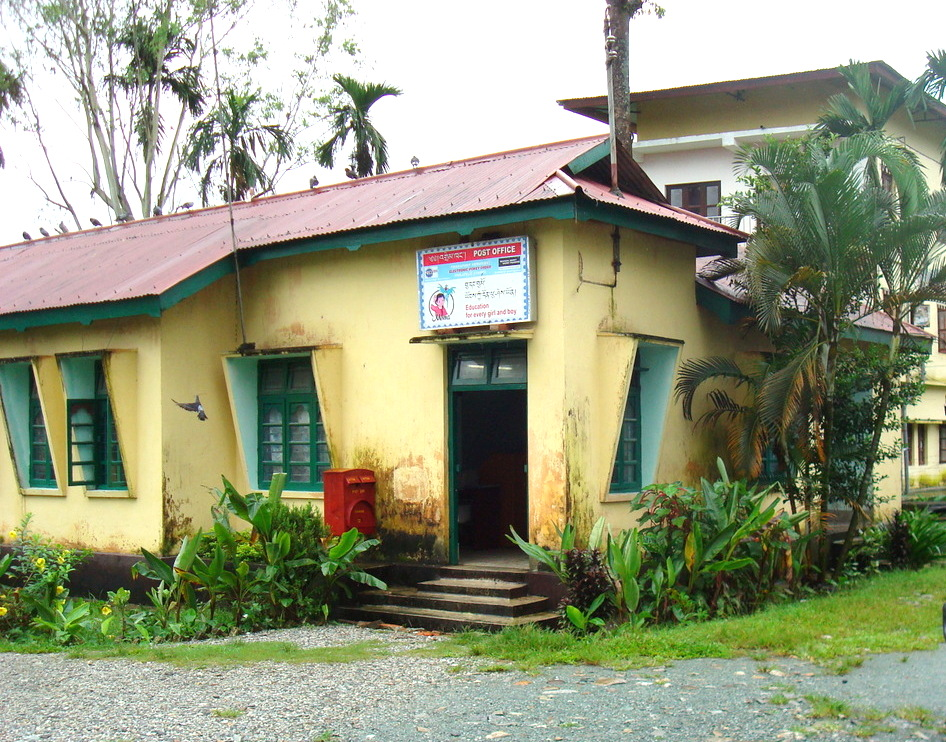
4.ジェレフ
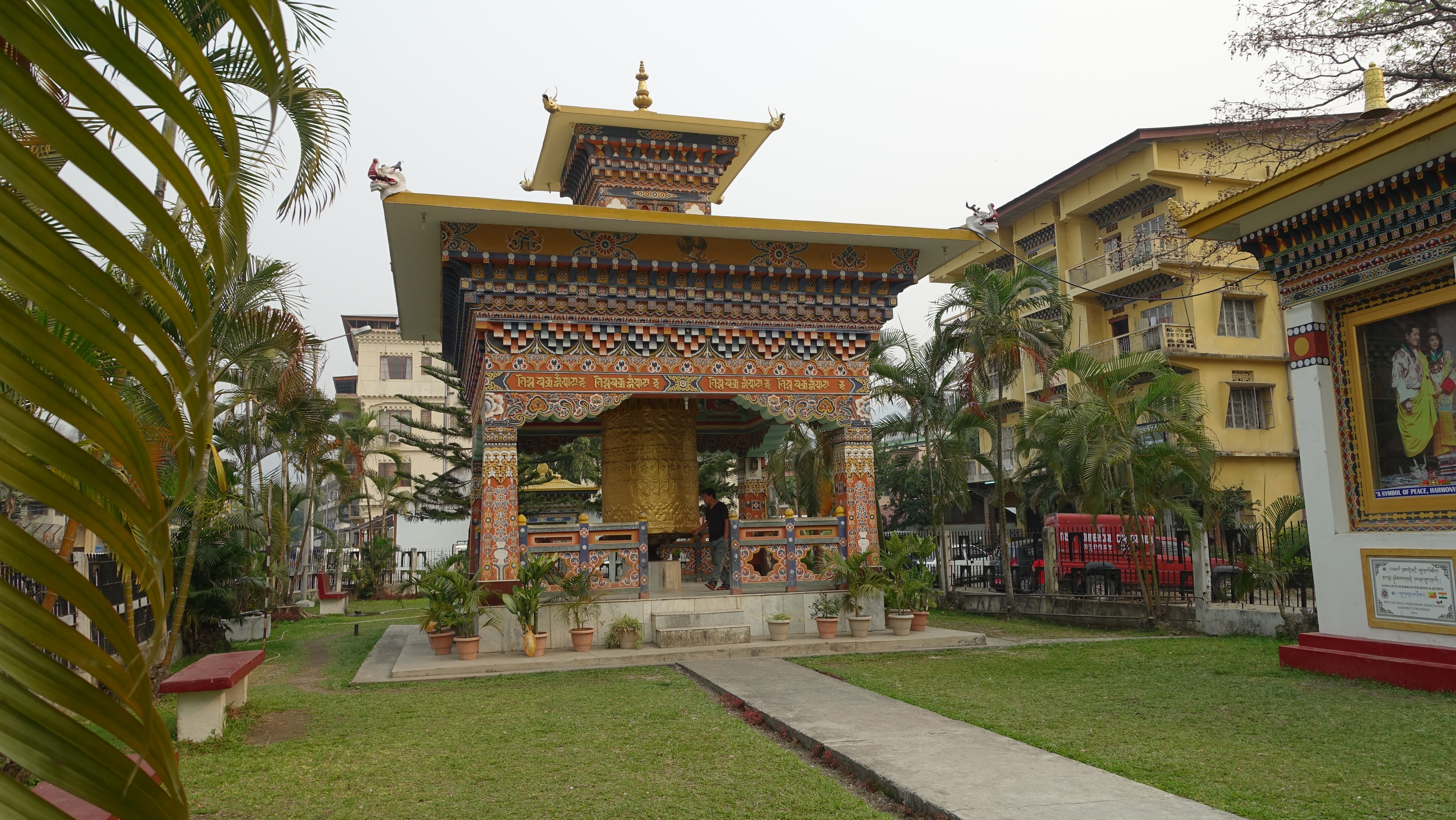
5.サムドゥプ・ジョンカル

## 経済

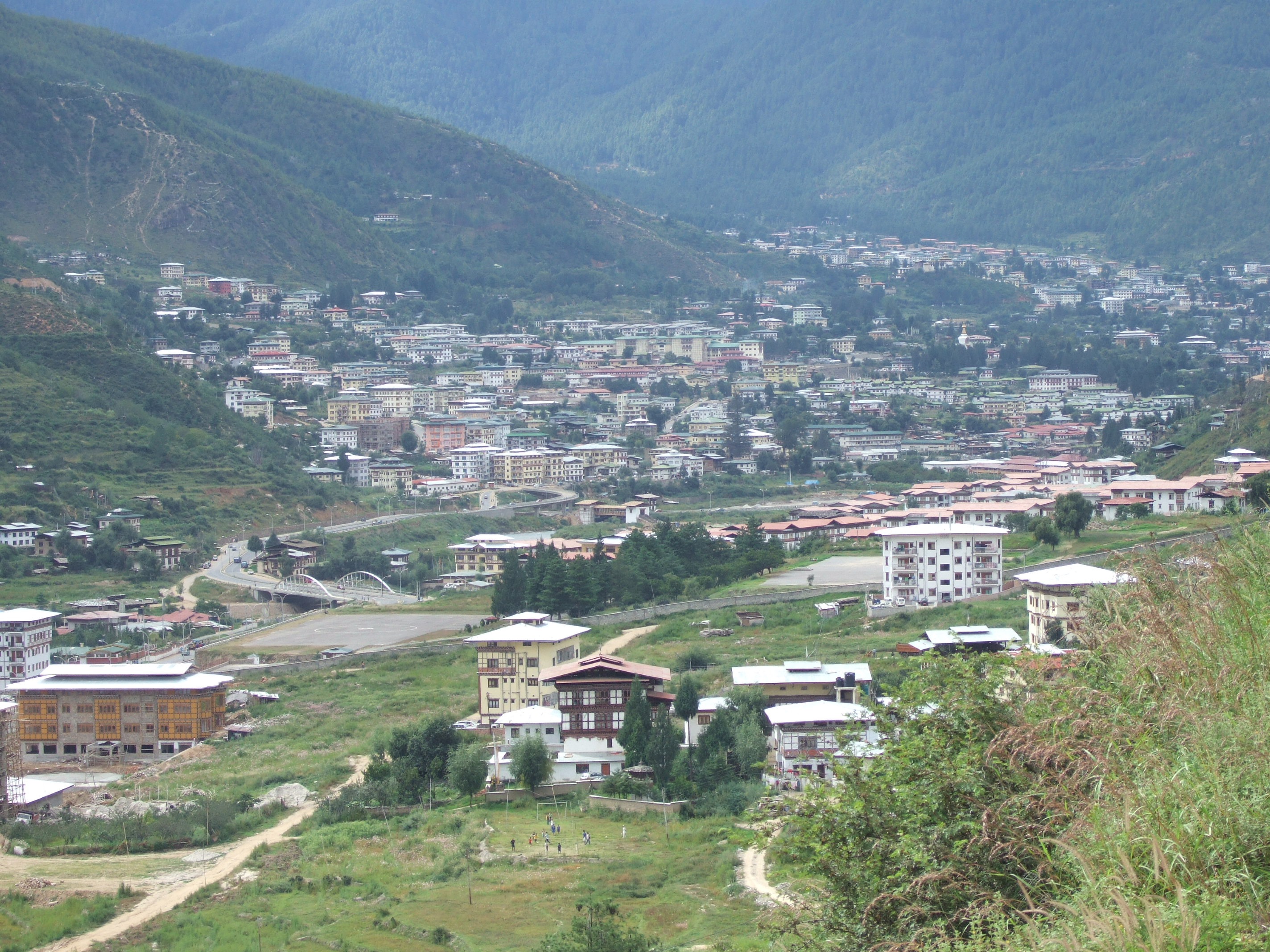
首都ティンプーの街並み

IMFの統計によると、ブータンの2025年の名目GDPは34億ドルであり、日本の人口10万人程度の市に相当する経済規模である。同年の一人当たりのGDPは4300ドルであり、世界平均の3割程度の水準である。2011年にアジア開発銀行が公表した資料によると、1日2ドル未満で暮らす貧困層は17万人と推定されており、国民のおよそ25%を占めている。国際連合による基準に基づき、後発開発途上国（最貧国）に分類されていたが、2023年12月13日に指定が解除されており、現在は開発途上国に分類されている。
主要産業はGDPの約35%を占める農業（米、麦など、林業も含む）だが、最大の輸出商品は電力である。国土がヒマラヤの斜面にあることをいかし、豊富な水力による発電を行い、インドに電力を売却することにより外貨を得ている。輸出品は電力、珪素鉄、非鉄金属、金属製品、セメントなどで、輸入品は高速ディーゼル、ポリマー、石油、米など。2007年統計では貿易総額は輸出入合わせて約10億ドルで貿易収支は若干黒字。
なお、2007年の一人あたりGNIは1,800ドル（2021年は3,040ドル）、経済成長率は19%であった。
観光業は有望だが、文化・自然保護の観点からハイエンドに特化した観光政策を進めており、フォーシーズンズなどの高級ホテルの誘致に成功した。外国人観光客の入国は制限されており、バックパッカーとしての入国は原則として不可能。かならず旅行会社を通し、旅行代金として入国1日につき200米ドル以上（交通費、宿泊代、食事代、ガイド代を含む。ローシーズンは若干減額されるほか、政策的な割引もある）を前払いし、ガイドが同行する必要がある。ただし、治安の悪い南部地域への渡航制限を除き、自由旅行が禁止されているわけではない。
ブータン政府は、1961年以降は5年毎の開発計画に基づく社会経済開発を実施している。2002年7月からは新たに第9次5ヶ年計画が開始されている。国内経済では、農業がGDPの約36%、就労人口の約9割を占める最大の産業であり、対外経済では貿易をはじめインドとの関係が圧倒的に高い割合を占める。
1972年代にワンチュク国王が提唱した国民総幸福量（いわゆる幸せの指標、GNH (Gross National Happiness)）の概念に基づき、「世界一幸せな国ブータン」として、特にGDP/GNP増加を主眼としている先進国から注目されている。日本も経済援助などを通じブータンのGNH発現と実現に貢献をしている。昨今、日本においてもGNHに関するシンポジウムが行われるなど、その概念の理解と導入への取り組みがみられる。ただしGNH達成はいまだ目標の段階にとどまっており、2010年の調査で示された平均幸福度は6.1と、日本の6.6を下回っている。
2012年からは国際連合が世界各国の幸福度をランキング化しており、当初ブータンは世界8位と「世界一幸せな国ブータン」を裏付ける結果となっていた。しかし、年を追うにつれて急激に順位が低下し、2010年代後半にはランキング圏外となった。これは国の経済発展とともに様々な情報が国外から入るようになり、国民が他国の生活水準と比較するようになったためと見られている。
自国通貨としてはニュルタムがあるが、インド・ルピーとの固定相場制が取られている。そのためブータン国内ではインド・ルピー紙幣も普通に流通しており、両通貨が混在して使用されることも多い。

### 農業

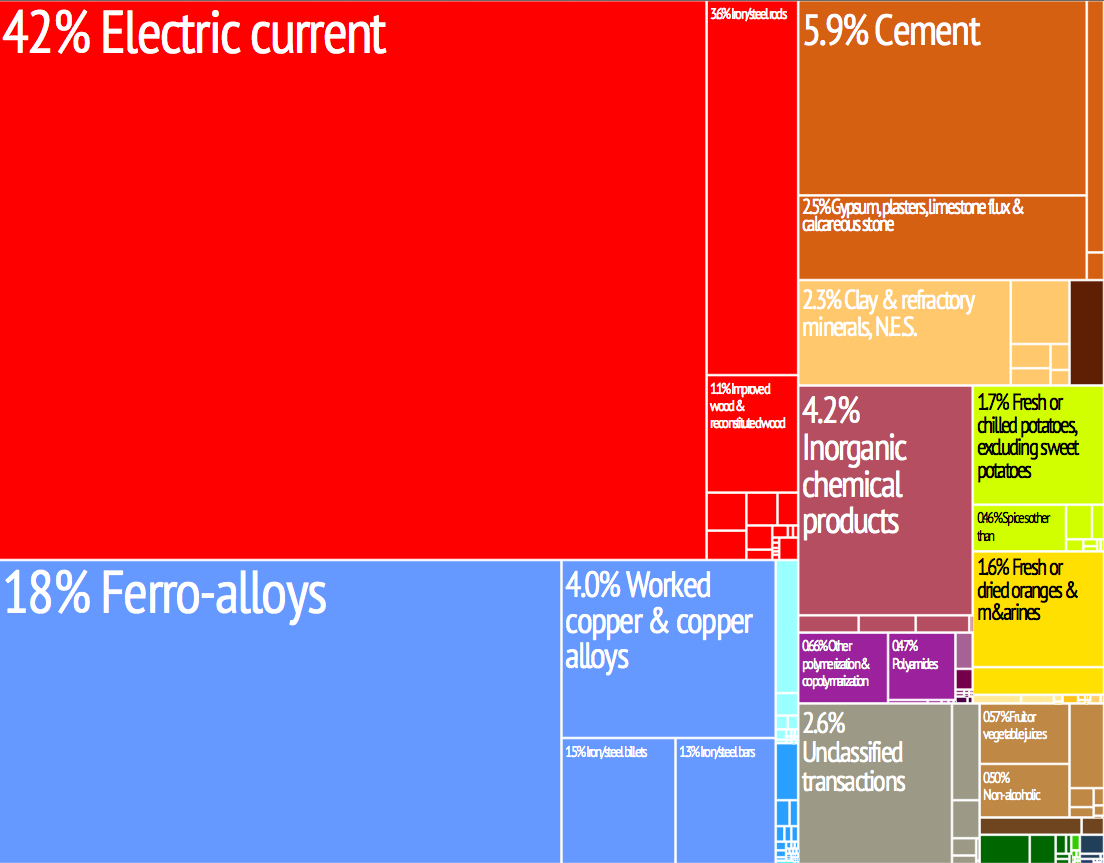
色と面積で示したブータンの輸出品目

ブータン経済において農業は非常に重要な基幹産業である。1990年時点では労働人口の9割が自給的な農業、もしくは放牧業に従事していた。これらの農民の多くは国民経済計算の対象となる貨幣経済に属していなかったため、ブータン経済は実態よりも小さくみえる。国内総生産においても農業部門が43%（1991年）を占めていた。平原であるわずかな低地部ではコメが、国土の50%を超える山岳部では果樹などが栽培されている。ブータン農業は自家消費が目的であり、自給率はほぼ100%だった。例外は輸出が可能な果樹、原木、キノコ類である。マツタケは国内で食べる習慣が無かったが、1990年代からは日本向けに輸出されている。
ブータン農業の問題点は生産能力が向上しないことにある。人口が増え続けているにもかかわらず、労働人口に占める農業従事者の割合は高い数値で横ばいに推移しており、農民の数は増え続けている。一方、厳しい地形に阻まれて農地の拡大は望めない。小規模な農地が大半を占めるため、土地生産性も改善されない。このため、1986年・1987年時点と、2003年・2005年時点を比較すると、農民が倍加しているにもかかわらず、生産量がかえって微減している。
具体的には、1986年時点の国土に占める農地の比率が2.2%、牧草地4.6%、森林70.1%だったものが、2003年に至ると、同2.7%、同8.8%、同68.0%に変化している。農地は約2割拡大した。
生産量が1万トンを超える農産物を比較すると、
- 1987年時点 米8.5万トン、とうもろこし8.5万トン、ばれいしょ5.0万トン、コムギ1.9万トン、サトウキビ1.2万トン、オレンジ5.0万トン
- 2005年時点 米4.5万トン、とうもろこし7.0万トン、ばれいしょ4.7万トン、コムギ0.5万トン、サトウキビ1.3万トン、オレンジ3.6万トン

となっており、主食のコメが半減している。2003年時点ではブータンの輸入品目に占める穀物の割合は7.6%に達した。この傾向は牧畜業にも及び、主力のウシは同じ期間に51万頭から37万頭に減少している。

### 労働力
失業率は4%（ブータン政府資料2009年）。

## 交通

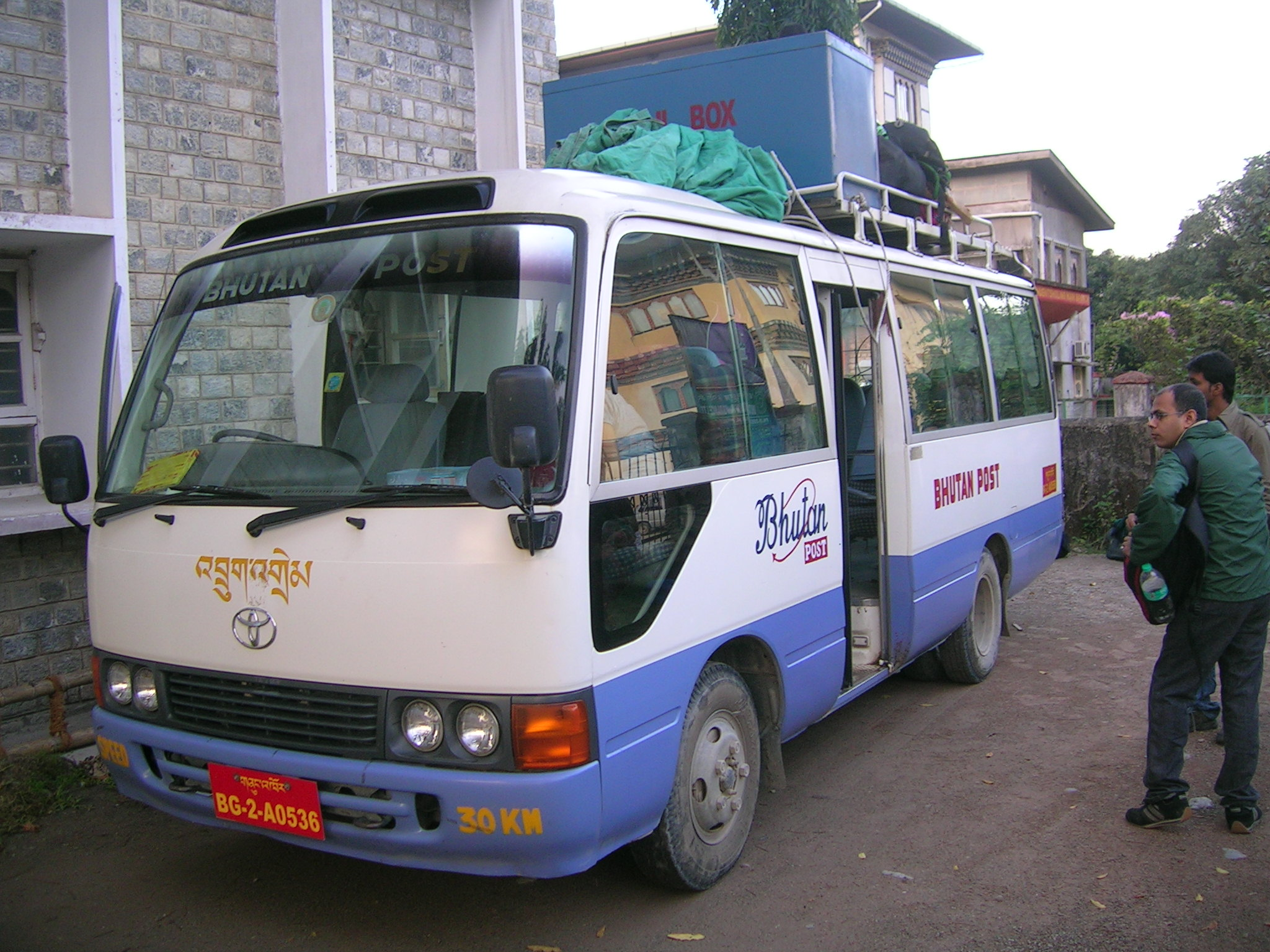
ブータンのポストバス
ティンプー - プンツォリン間を往復しており、路線バスとしては最も重視されているものになる

### 航空
パロ空港、ヨンプラ空港、バトパラタン空港、ゲレフー空港の4つが主要となっている。またブータンに本社を置く航空会社として、ロイヤルブータン航空（ドルック・エア）とタシ航空（ブータン・エアラインズ）の2社が存在している。

## 国民

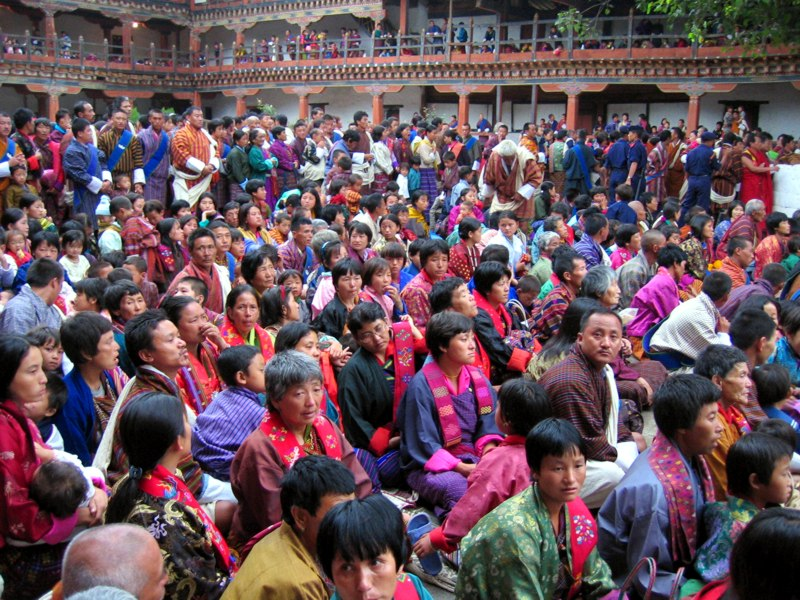
民族衣装を着たブータン国民

### 民族
| 民族構成（ブータン）       | 民族構成（ブータン）       | 民族構成（ブータン） | 民族構成（ブータン） | 民族構成（ブータン） |
| -------------------------- | -------------------------- | -------------------- | -------------------- | -------------------- |
|                            |                            |                      |                      |                      |
| ガロン族（チベット系）     | ガロン族（チベット系）     |                      | 50%                  | 50%                  |
| ローツァンパ（ネパール系） | ローツァンパ（ネパール系） |                      | 35%                  | 35%                  |
| その他                     | その他                     |                      | 15%                  | 15%                  |

ドゥクパ（ブータン民族）は、ガロン（Ngalong）、ブムタンパ（Bumthangpa）、ツァンラ（Tshangla/Sharchops）の3つに分けられる。南部低地地帯（タライ平原）には、ネパール系ローツァンパ（Lhotshampa）が居住している。
その他、北部や南部には独自の文化を持つ少数民族の存在が確認されている。

### 言語
| 言語（ブータン） | 言語（ブータン） | 言語（ブータン） | 言語（ブータン） | 言語（ブータン） |
| ---------------- | ---------------- | ---------------- | ---------------- | ---------------- |
|                  |                  |                  |                  |                  |
| ゾンカ語         | ゾンカ語         |                  | 25%              | 25%              |
| ネパール語       | ネパール語       |                  | 40%              | 40%              |
| ツァンラ語       | ツァンラ語       |                  | 25%              | 25%              |

ブータンの言語分布

ブータンでは、英語も含めると20以上の言語が話されている。公式には、チベット語系のゾンカ語が公用語である他、ネパール語と英語も広く使われている。その他、ツァンラ語、シッキム語、ザラ語、リンブー語、ケン語、バンタワ語などが話されている。英語・ネパール語を除いたすべての言語はチベット・ビルマ語派に属する。
国内の言語分布は、西部はゾンカ語、東部はツァンラカ語（シャチョップカ語）、南部はネパール語（ブータンではローツァムカ語と呼ばれることもある）が主要言語となっている。地方の少数民族を中心にゾンカ語を話せない人も多く、ブータンで最も通用性が高いのはヒンディー語やそれに類するネパール語である。これは近代教育初期の教授言語がヒンディー語で、インド製娯楽映画やテレビ番組が浸透しているためである。2006年の統計上は、ゾンカ語話者は全人口の25%、ネパール語話者は40%である。80年代まで政府は、南ブータンの学校でのネパール語教育に助成金を供出していたが、ゲリラ勢力の台頭以降、教授科目から外れる事となった。
1949年までの長い間イギリスの保護国であったことから政府の公式な文書などは英語で書かれるため、英語は準公用語的な地位にある。また、1980年代半ばにほぼ全ての教育機関で英語が教授言語となった。ゾンカ語は国語という科目名で教えられている。これは、英語を教授言語とすることで国際的に通用する国民になることを目指すことが理由ではない。ブータン人教員の不足のために隣国インドから英語を話す教員を大量に雇い入れた。また、ゾンカ語は国語として制定されたのが比較的最近であり、3割程度の国民にしか理解されない。長年口語として使われてきたものの、文語としては使われてこなかったために表記法などの整備が遅れていることや、仏教関係以外の語彙に乏しく、さらに教材などの点で圧倒的に不足しており教授言語にはなりえないという実情がある。
現在でもブータンの学校ではインド人をはじめとする多くの外国人教員が教鞭を執っている。最大の新聞である『クエンセル』は、英語、ゾンカ語、ネパール語で発行されているが、購読者が最も多いのは英語版である。しかし、教授言語が英語でなくヒンディー語やネパール語であった中年以上の世代にはあまり通じない。英語教育を受けた世代には、国語であるゾンカ語は話せても読み書き出来ない者もいるなどの問題も起きている。したがって近年では伝統文化を守るためにゾンカ語教育が強化されており、国語以外の教科でもゾンカ語で教育が行われるようになった。今後、ゾンカ語の教授言語としての整備と合わせ、順次ゾンカ語での教育の割合を増やし、共通語として確立させていく予定である。国語としてのゾンカ語の整備を行う主体については、ゾンカ語開発委員会の記事を参照されたい。

### 婚姻
ブータンでは一夫多妻制が合法とされているが、ブータンにおける民法（または慣習法）の下でこれまで一夫多妻の配偶者へ法的承認がなされた事例は存在していない。
また、一妻多夫制の存在も確認されているが、現在、一妻多夫制はラヤのような特定の地域にのみ通用している程度であり、さらにブータンでは一夫多妻制と一妻多夫制の両方が否定される傾向にあり消滅へ向かっている。

### 人名
ブータンにおいては、氏は「家の名」ではなく個人それぞれに名付けられる。婚姻によって改姓することもなく夫婦別姓。

### 宗教
3つの宗教集団に大別される。
- チベット仏教（ドゥク派）を信仰しゾンカ語を主要言語とし、西部に居住するチベット系のガロン（英語版）（Ngalong）と呼ばれる人々。
- チベット仏教（主にニンマ派）を信仰しツァンラ語（シャチョップカ語）を母語とし、東部に居住するアッサム地方を出自とするツァンラ（自称。以前はシャーチョップ族と呼ばれた）と呼ばれる人々。
- ヒンドゥー教徒でネパール語を話し、南部に居住するローツァンパと呼ばれるネパール系住民（少数だがムスリムも含む）。その多くは20世紀初頭に移住して来た人々で、1990年代には10万人以上が不法移民、反国民として国外追放された。

他には少数派としてキリスト教徒の存在が確認されている。
近代化の進むなか、チベット仏教は現在でも深くブータンの生活に根差している。ブータン暦の10日に各地で行われるツェチュという祭は今でも交際の場として機能している。その他、宗教的意匠が身近なところにあふれ、男根信仰も一般的である。宗教観や古い身分制度に基づく伝統的礼儀作法（ディグラム・ナムジャ）は厳格で、国家公務員の研修や学校教育に取り入れられている。公的な場所に出るときは正装が義務付けられる。
ブータンは「幸せの国」と称されているが、これは『「執着しない」思想』たる観念が存在し、その観念が仏教に根ざしている点にあるとされている。京都大学の准教授である熊谷誠慈は、ブータンにおける仏教思想で重要な概念として「輪廻」を挙げており、ブータン研究者の今枝由郎は、ブータン人の気質を「かつて一度も外国の支配下に入ったことがなく、頑なに鎖国を続けてきたために、外国人に対して何らの偏見もコンプレックスも持たない。自尊心を失うことなく、かといって肩肘張ることもなく、ブータン人はあるがままにブータン人自身である」と記している 。

### 教育
ブータンの大学はタシガン県にある王立ブータン大学（英語: The Royal University of Bhutan,通称：カンルン大学）が唯一の大学である。この大学には言語文化学部（CLCS）と呼ばれる専門機関が設立されている。
また、王立舞台芸術学院（RAPA）が存在しており、この教育機関はブータンの伝統文化の保存を支援する目的で国務省によって設けられたものである。

### 保健

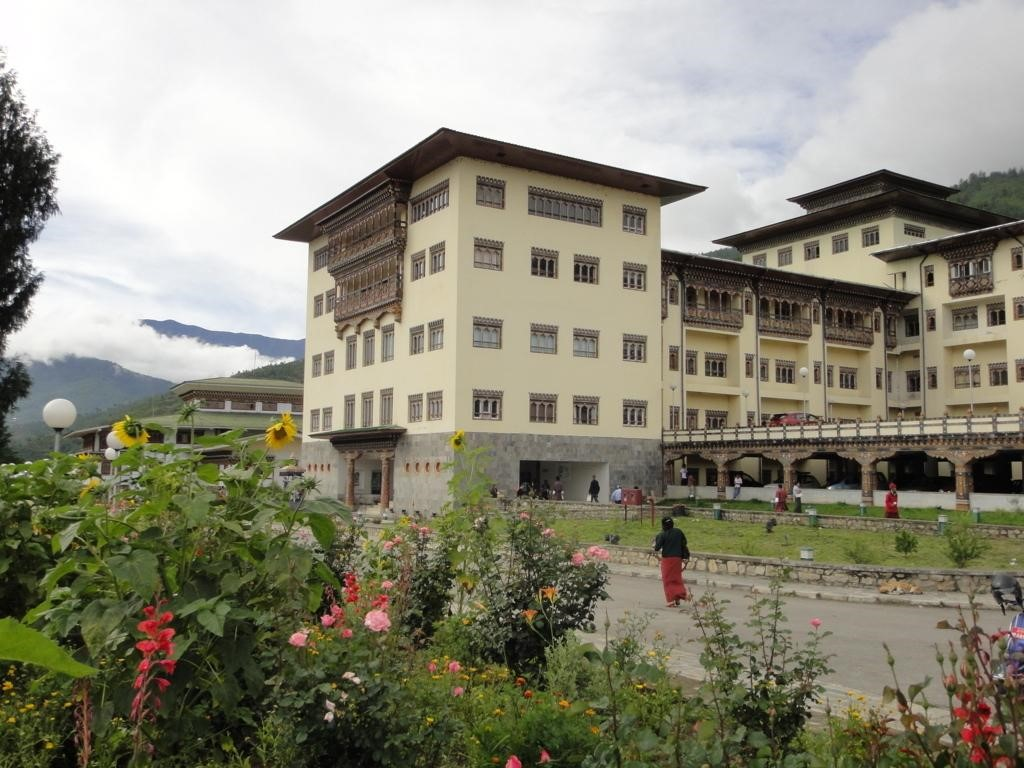
ジグメドルジ・ワンチャック国立紹介病院
首都ティンプーに設けられている同国の主要病院である

#### 煙草規制
ブータンでは1792年から煙草を取り締まる法律が存在した。理由は国民の大半が信仰する仏教上のものである（葉タバコは、女悪魔の血液で育つと考えられている）。2004年12月より、環境保護及び仏教教義的な背景から世界初の禁煙国家となり、煙草の販売、製造、流通が禁止された。しかし、200%の関税が課されるが、国外からの一定量の輸入は許されたため、隣国インドからの輸入で闇市場が繁盛した。
2020年のパンデミックで政府がインドとの国境を封鎖したため、闇価格は4倍に跳ね上がった。その折、インドと往来していた行商人が新型コロナウイルスで陽性を示した。そのためロテ・ツェリン首相（週末に医師の仕事を続けている）は密輸品への需要を減らすための一時的な措置として、また、自宅待機中のヘビースモーカーから煙草を取り上げることによって家庭内の緊張が高まることを防ぐため、煙草の販売を解禁し、ロックダウン中の生活必需品に加えられた。

## 社会
習俗の面では、ブータン東部では最近まで残っていた「夜這い・妻問婚」や「歌垣」などが比較的注目される。

### 南部問題

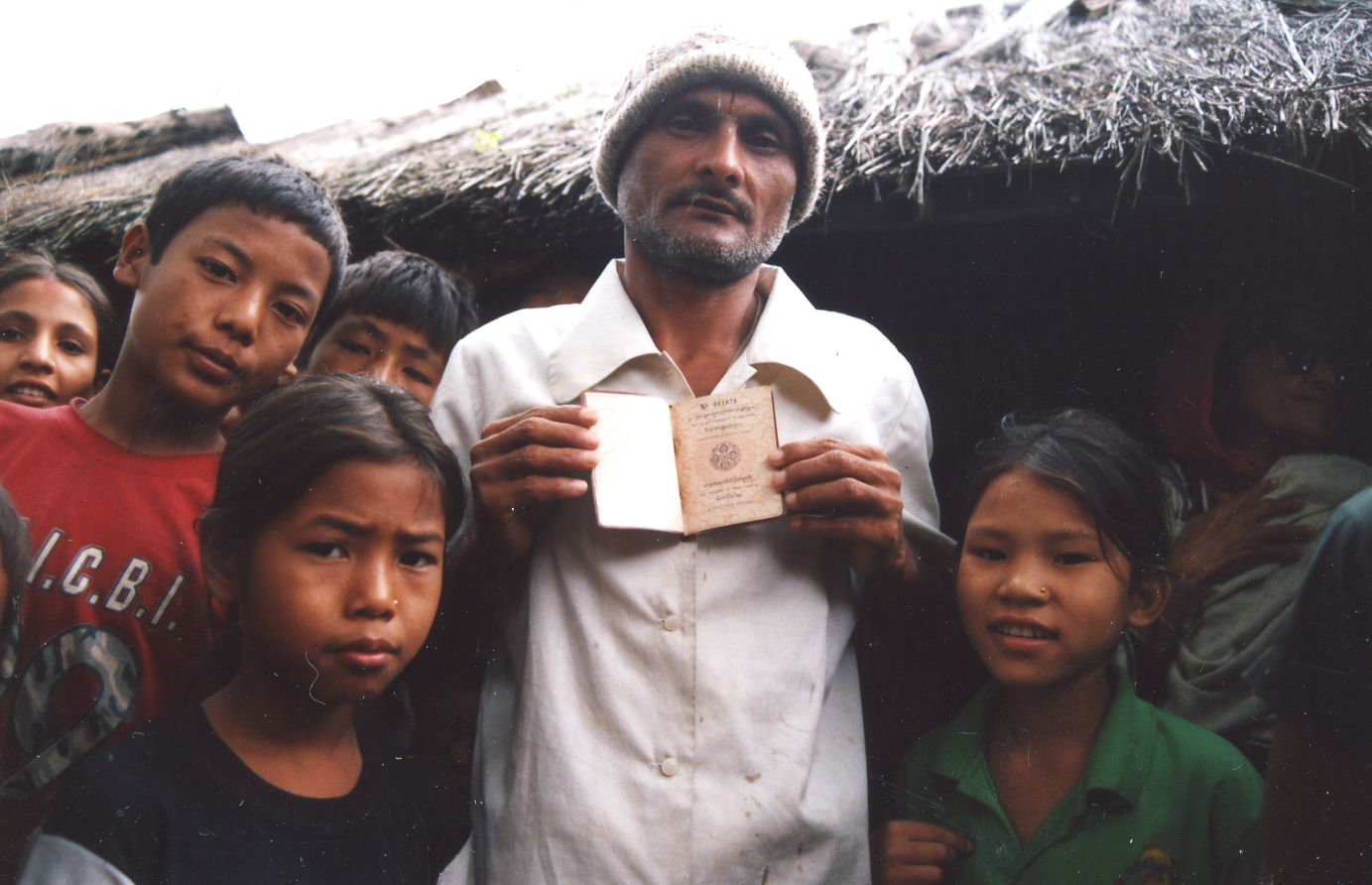
ブータンのパスポートを提示するベルダンギ難民キャンプの人々

1958年の国籍法を下敷きにして、1985年に公民権法（国籍法）が制定されたが、その際、定住歴の浅い住民に対する国籍付与条件が厳しくなり、国籍を実質的に剥奪された住民が、特に、南部在住のネパール系住民の間に発生した。そもそも、ブータン政府は彼らを不法滞在者と認識しており、これはシッキムのような事態を避けたいと考えていたための措置だったといわれる。
その一方で、ブータンの国家的アイデンティティを模索していた政府は、1989年、「ブータン北部の伝統と文化に基づく国家統合政策」を施行し、チベット系住民の民族衣装着用の強制（ネパール系住民は免除）、ゾンカ語の国語化、伝統的礼儀作法（ディクラム・ナムザ）の順守などが実施された。1988年以降、ネパール系住民の多いブータン南部において上記「国家統合政策」に反対する大規模なデモが繰り広げられた。この件を政府に報告し、ネパール系住民への対応を進言した王立諮問委員会のテクナト・リザル（ネパール系）は反政府活動に関与していると看做され追放された。
この際に、デモを弾圧するためネパール系住民への取り締まりが強化され、取り締まりに際し拷問など人権侵害行為があったと主張される一方、過激化したネパール系住民によるチベット系住民への暴力も報告されている。混乱から逃れるため、ネパール系住民の国外脱出（難民の発生）が始まった。後に、拷問などの人権侵害は減ったとされる。国王は、国外への脱出を行わないように呼びかけ現地を訪問したが、難民の数は一向に減らなかった。この一連の事件を「南部問題」と呼ぶ。後に、ネパール政府などの要請によりブータンからの難民問題を国連で取り扱うに至り、ブータンとネパールを含む難民の流出先国、国連 (UNHCR) により話し合いが続けられていたが、2008年3月、難民がブータンへの帰国を拒んだため、欧米諸国が難民受け入れを表明し、逐次移住が始まる予定である。

## マスコミ
ブータンにおける新聞には『クエンセル』が広く知られている。また、1999年まではTV放送が禁止されていた。

## 文化
ブータンは、気候・植生が日本とよく似ている上に、仏教文化の背景も持ち合わせており、日本人の郷愁を誘う場合も多い。これはモンスーン気候に代表される照葉樹林地帯（ヒマラヤ山麓-雲南-江南-台湾-日本）に属しているためで、一帯では類似の文化的特徴を見い出すことができる。

### 食文化
ブータンの主食は米である。食文化においてはトウガラシの常食と乳製品の多用という独自の面を有しつつ、ブータンで広く食される赤米たるブータン赤米を中心に、パロ米（日本米）、プタ（蕎麦）の栽培、リビイッパ（ブータン納豆）、酒文化（どぶろくに似た醸造酒「シンチャン」や焼酎に似た蒸留酒「アラ」）などの日本人の琴線に触れる習慣も多い。

### 文学
ブータン文学はかつて宗教的な教義に傾注されていたが、現在では民間伝承に焦点を当てているものが多い。

### 音楽

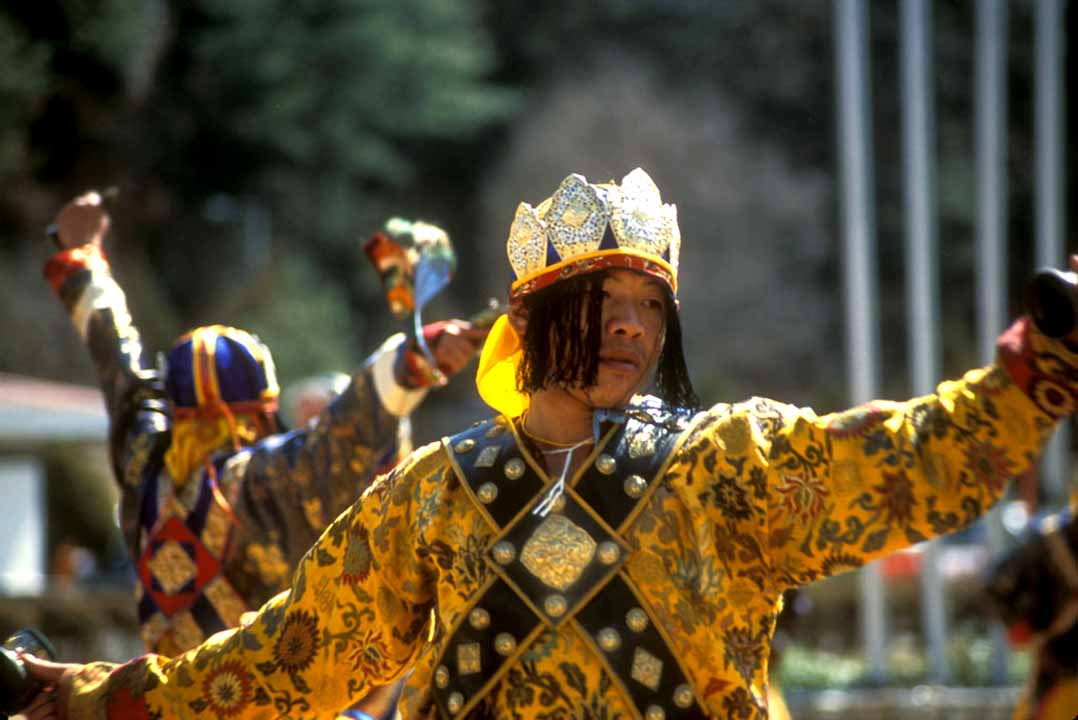
ブータンのミュージックパレード

ブータンの音楽にはボエドラ、ジャンドラと呼ばれる民俗音楽があり、この2つが古くから国民の音楽文化を支えて来た。
また、リグサールと呼ばれる大衆音楽が1960年代に登場しており、電子楽器を用いる点やロックのように「より速いリズム」を追求する点から殆どの伝統的な音楽とは対照的な存在となっている。
ブータンを代表する音楽家にはジグメ・ドゥクパが挙げられる。ドゥクパはブータンにおける主要な音楽学者としても知られている。

### 美術
ブータンの芸術はチベットの芸術との類似点が多く、どちらもヴァジュラヤナに基づいている事が共通している。また、伝統工芸においては日本の漆器や織物などとの類似点もある。

### 衣類

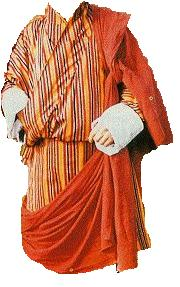
ゴの一例。
ゴはカムニとの組み合わせで着用するのが一般的である

ブータンの男性の民族衣装「ゴ」は日本の丹前やどてらに形状が類似していることから、呉服との関連を指摘する俗説もあるが、「ゴ」の起源は中央アジアとされており、日本の呉服とは起源が異なる。
男性の民族衣装がチベット系統であるのに対して、女性の民族衣装「キラ」は巻き衣の形式を取り、インド・アッサム色が濃い。この点により、ブータンの服飾は北から流入したチベット系文化と元来存在した照葉樹林文化が混在しているといえる。
また、ゴはカムニと呼ばれるスカーフ状の装飾品がセットとなっている点が最大の特徴である。

### 建築

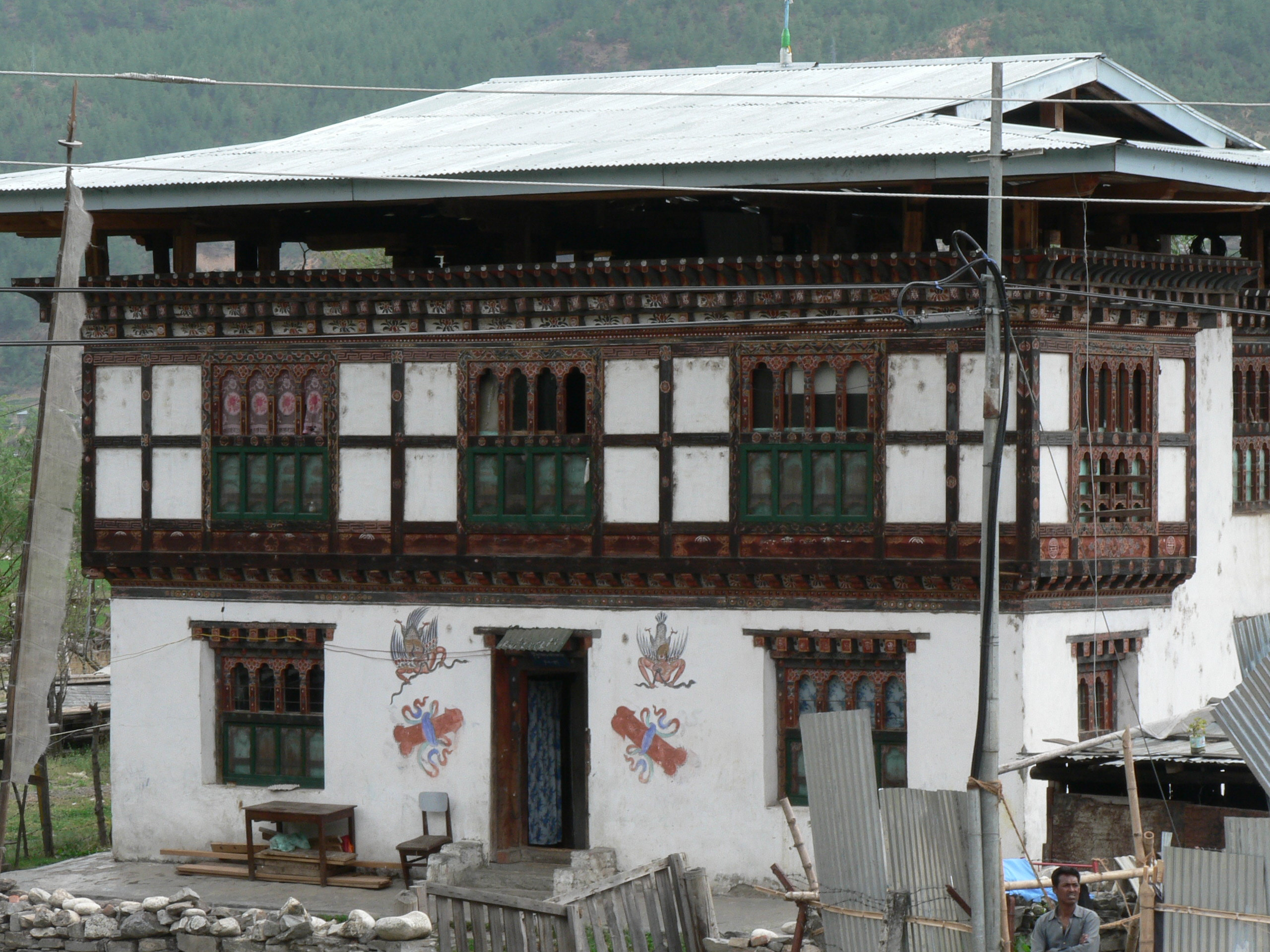
ブータンにおける伝統的な民家の一つ。
パロにて撮影

ブータンにおける建築はゾン建築が主体となっている。ブータンでは法令により、全ての建物が色とりどりの木製の間口、小さなアーチ型の窓、傾斜のある屋根の3点を必ず取り入れる形で建設することが定められている。

### 祭礼
ツェチュと呼ばれる祭りがブータン暦（12か月）の毎月10日に開催されている。ツェチュはチベット仏教における伝統的な祭礼の一つでもある。

### 祝祭日
| 日付       | 日本語表記                | 現地語表記                      | 備考       |
| ---------- | ------------------------- | ------------------------------- | ---------- |
| 2月21-23日 | 現国王誕生日              |                                 | 太陽暦     |
| 5月2日     | 第3代国王誕生日           |                                 | 太陽暦     |
| 6月2日     | 現国王戴冠記念日          |                                 | 太陽暦     |
| 7月30日    | 第3代国王逝去日           |                                 | 太陽暦     |
| 9月22日    | 安雨居                    | Blessed Rainy Day               | 太陽暦     |
| 11月11日   | 第4代国王誕生日           |                                 | 太陽暦     |
| 12月17日   | 建国記念日                |                                 | 太陽暦     |
| 1月1日-2日 | 新年                      | Losar                           | ブータン暦 |
| 4月15日    | 花祭り                    | Lord Buddha’s Parinirvana       | ブータン暦 |
| 5月10日    | パドマサンババ生誕記念日  |                                 | ブータン暦 |
| 6月4日     | 初転法輪                  | The First Sermon of Lord Buddha | ブータン暦 |
|            | ダサイン                  | Dashain                         | ネパール暦 |
| 9月22日    | 神降祭 ラパウトゥーチェン | Decending Day of Lord Buddha    | ブータン暦 |
| 11月5日    |                           | Meeting of Nine Evils           | ブータン暦 |
| 12月1日    |                           | Traditional Day of Offering     | ブータン暦 |

この他、ツェチュなど各ゾンカク独自の祝祭日がある。また、ティンプーでは初雪の日は休日になるという慣例がある。

## 観光
近年、ブータン政府が打ち出している観光政策は「高品質な旅を少数の人に（High Value, Low Volume）」である。新型コロナで外国人旅行客を制限していたが、2022年9月に受け入れを再開。それに関して観光に関わる政策を大きく2点見直した。一つはいわゆる観光税の値上げで、これまで旅行者からは65ドルを徴収していたが、これを一人一泊200ドルに大幅に値上げした。二つ目は公定料金の見直しで、外国人観光客は公定料金と呼ばれる定額料金を支払うのが原則だった。これには、いわゆる観光税、ホテル代、ガイド料金、交通費、食費を含めて250ドル前後であった。この制度は廃止され個別に支払い、料金は業者側が設定できるようになった。

### スポーツ
サッカー
ブータンには国技の「ダツェ」と呼ばれる弓術があるが、他のアジア諸国同様にサッカーが圧倒的に1番人気のスポーツとなっており、特に2000年代よりケーブルテレビの普及によって爆発的に人気を獲得した。さらに2012年には、プロサッカーリーグのブータン・プレミアリーグも創設された。ブータンサッカー連盟（BFF）によって構成されるサッカーブータン代表は、首都・ティンプーにあるチャンリミタン・スタジアムを本拠地としている。
2002年のFIFAワールドカップ・決勝（ブラジル対ドイツ）が行われる同じ日に、FIFAランキング202位のサッカーブータン代表は最下位203位の英領モントセラト代表との間で、最下位決定戦を行った。試合はティンプーのチャンリミタン・スタジアムで開催され、ブータン代表は4-0で勝利した。この試合のドキュメンタリー映画、『アザー・ファイナル』が、オランダ人のヨハン・クレイマーによって作られた。
クリケット
クリケットも他の南アジア諸国同様に人気の高いスポーツである。1990年代にテレビが普及し、イングランドなどで開催された1999年クリケット・ワールドカップの影響で人気を高めた。その後、2003年に国内競技連盟のブータンクリケット委員会は国際クリケット評議会に加盟することが認められた。ブータンは2003年から国際大会に参加し、2004年にマレーシアのクアラルンプールで開催されたACCトロフィーでイランに勝利し、国際試合においての初勝利となった。。ブータンはクリケットへの参入が後発であったが、その後中国、ブルネイ、サウジアラビアなどに勝利を重ね、名声を高めた。